# Rasizm naukowy

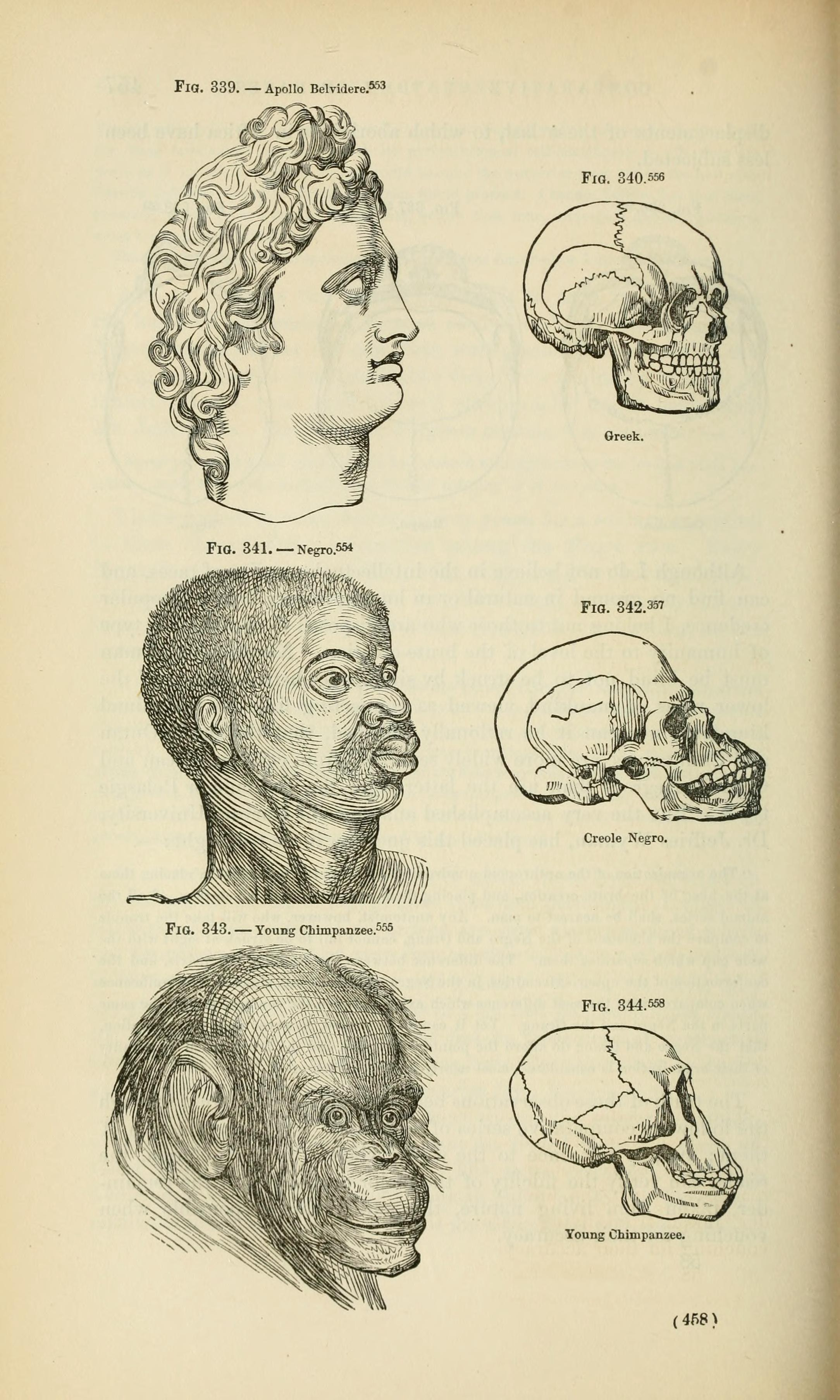
Ilustracja z książki Indigenous Races of the Earth (1857). Autorzy Josiah Clark Nott oraz George Robins Gliddon uważali, że są kategorią stworzenia pomiędzy „Grekami” a szympansami.

Rasizm naukowy – termin określający pseudonaukowe oraz pozornie naukowe hipotezy i techniki mające na celu usprawiedliwienie wiary w niższość rasową, rasową supremację lub rasizm. Inne znaczenie odnosi się do praktyki klasyfikowania jednostek cechujących się określonym fenotypem do oddzielnych ras. Obecnie uważa się rasizm naukowy za pseudonaukę, jednak w przeszłości był on poważaną teorią w świecie naukowym.
Rasizm naukowy wywodzi swoje hipotezy z takich dziedzin wiedzy jak: antropologia (zwłaszcza antropologia fizyczna), antropometria, kraniometria i inne. Dostarczały one informacji na temat typologii antropologicznej wykorzystywanej do klasyfikacji populacji ludzkich do oddzielnych fizycznie ras ludzkich, które z kolei mogły być uznane za rasy gorsze lub lepsze. Rasizm naukowy był popularny podczas okresu Nowego imperializmu (od lat 80. XIX wieku do 1914), podczas którego był wykorzystywany przez białych europejskich imperialistów. Kulminacja popularności idei rasizmu naukowego przypada na okres pomiędzy rokiem 1920 a końcem II wojny światowej. W późniejszym okresie XX wieku był on krytykowany jako przestarzały. Historycznie rasizm naukowy był używany w celu wspierania i uprawomocnienia rasistowskich światopoglądów, opartych na wierze w istnienie i ważkość kategorii rasowych oraz hierarchii ras „wyższych” i „niższych”.
Po zakończeniu II wojny światowej rasizm naukowy w teorii i działaniu został formalnie potępiony, zwłaszcza przez UNESCO we wczesnym oświadczeniu antyrasistowskim The Race Question (1950): „Biologiczne fakty dotyczące rasy oraz mity na temat «rasy» powinny być rozróżniane. Ze społecznych względów praktycznych «rasa» jest bardziej fikcją, niż biologicznym zjawiskiem. Mit «rasy» przyczynił się do olbrzymich strat ludzkich i społecznych. W ostatnich latach zebrał obfite żniwo ludzkiego życia i spowodował niewyobrażalne cierpienie”. Wraz z rozwojem genetyki ewolucyjnej, która pozwoliła określić, że różnice genetyczne pomiędzy ludźmi są niemal całkowicie rozmyte i stopniowe, naukowcy uznali, że „biologiczne fakty” będące fundamentem rasizmu naukowego były błędne.
Obecnie toczy się debata na temat pejoratywności określenia „rasizm naukowy” używanego w stosunku do współczesnych teorii. Przykładem może być książka The Bell Curve (1994), która koncentruje się na zagadnieniu różnic w ilorazie inteligencji pomiędzy przedstawicielami różnych ras, wysnuwając wniosek, że genetyka odpowiada przynajmniej za część różnic w uśrednionej wartości IQ pomiędzy poszczególnymi rasami. Krytycy uważają, że tego typu teorie są motywowane przez rasowe uprzedzenia i nie mają uzasadnienia w badaniach naukowych. Publikacje, takie jak Mankind Quarterly, zajmujące się głównie tematyka rasową i publikujące artykuły zawierające kontrowersyjne interpretacje takich idei jak: ewolucja człowieka, inteligencja, etnografia, język, mitologia, archeologia i innych tematów dotyczących ras; także zostały oskarżone o rasizm naukowy. Określenie „rasizm naukowy” jest używane do krytyki badań naukowych deklarujących związek pomiędzy takimi cechami jak np. rasa i inteligencja; ponieważ zdaniem krytyków, tego typu publikacje promują ideę ras gorszych i lepszych nawet pomimo braku wykazania w nich sprzeczności.

## Pionierzy

### Myśliciele klasyczni
Benjamin Isaac w The Invention of Racism in Classical Antiquity (2006) uważa, że rasizm naukowy sięga korzeniami grecko-rzymskiego antyku. Najlepszym przykładem może być rozprawa naukowa Hipokratesa pochodząca z V wieku p.n.e. pt. „Powietrze, woda i miejsce”, o którym Pseudo-Arystoteles pisze:

Ideę, że ciemnoskórzy ludzie są tchórzami, a ci o jasnej skórze są odważnymi wojownikami, można znaleźć już w „Powietrzu, wodzie i miejscu”.

Z drugiej strony starożytni Hindusi uważali wszystkich obcokrajowców za barbarzyńców. Żyjący w XI wieku muzułmański uczony Al-Biruni zanotował, że Hindusi nazywają obcokrajowców nieczystymi. Kilka wieków później Dubois zauważył, że Hindusi uważają Europejczyków za barbarzyńców, którym kompletnie nie są znane zasady honoru i dobrego wychowania oraz że w oczach Hindusa parias (niedotykalny) i Europejczyk są na tym samym poziomie. Chińczycy także postrzegali Europejczyków jako odpychające, przypominające duchy stworzenia lub nawet diabły, a chińscy pisarze określali Europejczyków barbarzyńcami.

Kolejnym przykładem jest rzymski pisarz, architekt i inżynier Witruwiusz (70–25 p.n.e.), który polegając na rasowych teoriach głoszonych przez greckiego stoika Posidoniusza (135-51 p.n.e.) napisał:

…Rasy zamieszkujące bliżej południowej części osi są niższego wzrostu, śniadej karnacji, mają kręcone włosy, czarne oczy i mało krwi w wyniku działania słońca. Ten niedobór krwi czyni ich zbyt bojaźliwymi, aby stanąć przeciwko mieczowi… Z drugiej strony, mężczyźni urodzeni w zimnych krajach są, w rzeczy samej, gotowi stawić czoła wstrząsowi oręża z wielką odwagą i bez nieśmiałości.

### Myśliciele Oświecenia
Podczas okresu Oświecenia popularne stały się idee monogenizmu i poligenizmu, które zostały usystematyzowane epistemologicznie dopiero w XIX wieku. Monogenizm zakłada, że wszystkie rasy mają jedno, wspólne źródło; a poligenizm zakłada, że każda rasa ma osobną genezę. Aż do XVIII wieku słowa „rasa” i „gatunek” były używane wymiennie. Już Paracelsus spekulował, że niedawno odkryci Indianie amerykańscy nie mają wspólnego biblijnego pochodzenia z Europejczykami. Giordano Bruno był zwolennikiem podobnej teorii na temat Etiopczyków. Obaj filozofowie rozważali możliwość, że wspomniane grupy, podobnie jak olbrzymy, nimfy i karły wykazują podobieństwa do ludzi, ale nie posiadają duszy. Isaac La Peyrère w 1655 roku głosił mniej radykalną teorię, iż wszyscy ludzie, wliczając w to Amerykan, Afrykan oraz Europejczyków, pochodzą z tego samego źródła, a jedynie Żydzi są potomkami Adama i Ewy. Jednakże, według La Peyrèra wszyscy ludzie mają taki sam rodzaj ciała i duszy. Określenie rasa jako klasyfikatora populacji ludzkich na podstawie fizjonomii i koloru skóry została po raz pierwszy użyta przez Richarda Berniera w 1684 roku. Fabricius rozważając w 1721 sprawę „gigantów, karłów (pigmejów) i czarnych” doszedł do wniosku, że „nie istnieją dowody na to, żeby pochodzili oni z innego źródła, niż potomkowie Adama”.

#### Robert Boyle i Henri de Boulainvilliers
Jednym ze wczesnych naukowców zajmujących się tematyką rasy był Robert Boyle (1627–1691), angielsko-irlandzki filozof przyrody, chemik, fizyk i wynalazca. Wierzył on w teorię zwaną obecnie monogenizmem, mówiącą, że wszystkie rasy, niezależnie od swojego zróżnicowania, pochodzą z tego samego źródła – Adama i Ewy. W wyniku studiowania raportów dotyczących przypadków rodziców mających potomstwo innego koloru, albinosów, doszedł do wniosku, że Adam i Ewa byli biali, a rasa kaukaska mogła dać początek rasom innego koloru. Teorie Roberta Hooka i Izaaka Newtona na temat koloru będącego produktem rozszczepienia światła zostały także wykorzystane przez Boyla w rozprawach o poligenezie. Filozof wspomina także, że w jego czasach piękno w „europejskich oczach” nie było mierzone w kolorze skóry, a raczej w „postawie, urodziwej symetrii części ciała i odpowiednich rysów twarzy”. Wielu członków współczesnego mu świata naukowego odrzuciło jego poglądy jako „denerwujące” lub „śmieszne”.
Z drugiej strony historyk Henri de Boulainvilliers dokonał podziału Francuzów na dwie rasy: arystokratyczną „rasę francuską”, pochodzącą od germańskich najeźdźców – Franków – oraz autochtoniczną galijsko-rzymską rasę (politycznie trzeci stan generalny). Frankowie zdominowali Gallów wedle prawa zdobyczy i podboju, będącego przeciwieństwem współczesnego nacjonalizmu.

#### Edward Tyson
Brytyjski naukowiec i doktor medycyny Edward Tyson w Orang-Outang, sive Homo Sylvestris: Or the Anathomy of Pygmie Compared with that of a Monkey, an Ape, and a Man (1699) starał się dowieźć, że karły pojawiające się literaturze klasycznej to szympansy, które nazywa orang-outangs. Miało to na celu zdyskredytowanie poglądu, że karły (pigmeje) są istotami pośrednimi pomiędzy małpami a ludźmi. Autor nie powstrzymuje się jednak od przytaczania licznych historii na temat współżycia seksualnego czarnych kobiet z samcami małp, karłów żyjących na drzewach oraz sugerowania fizycznego pokrewieństwa pomiędzy Afrykanami, Indianami i małpami. Inne prezentowane przez niego historie na temat grup, które według Tysona mogą być małpami, zwykle kładą nacisk ich na czarny kolor skóry. Miało to na celu zdyskredytowanie poglądów głoszonych przez Paracelsusa i G. Bruno na temat poligenezy oraz zasugerowanie, że podobnie jak szympans jest „ogniwem” pomiędzy rasą ludzką a zwierzętami, tak czarny Afrykanin jest „ogniwem” pomiędzy małpami a człowiekiem. Zdaniem Tysona Europejczycy także mogli ulec wynaturzeniu i stać się „dzikimi ludźmi”, włochatymi niczym małpy. Jedną z cech, która miała rozróżniać ludzi od małp była zdolność mowy. Jednak Tyson, podobnie jak wielu innych Europejczyków, uważał lokalne dialekty za zwierzęce odgłosy, a występowanie głosek mlaszczących w języku np. Hotentotów miało być według niektórych badaczy min. dowodem na międzygatunkowe stosunki seksualne pomiędzy Afrykanami a małpami.

#### Voltaire

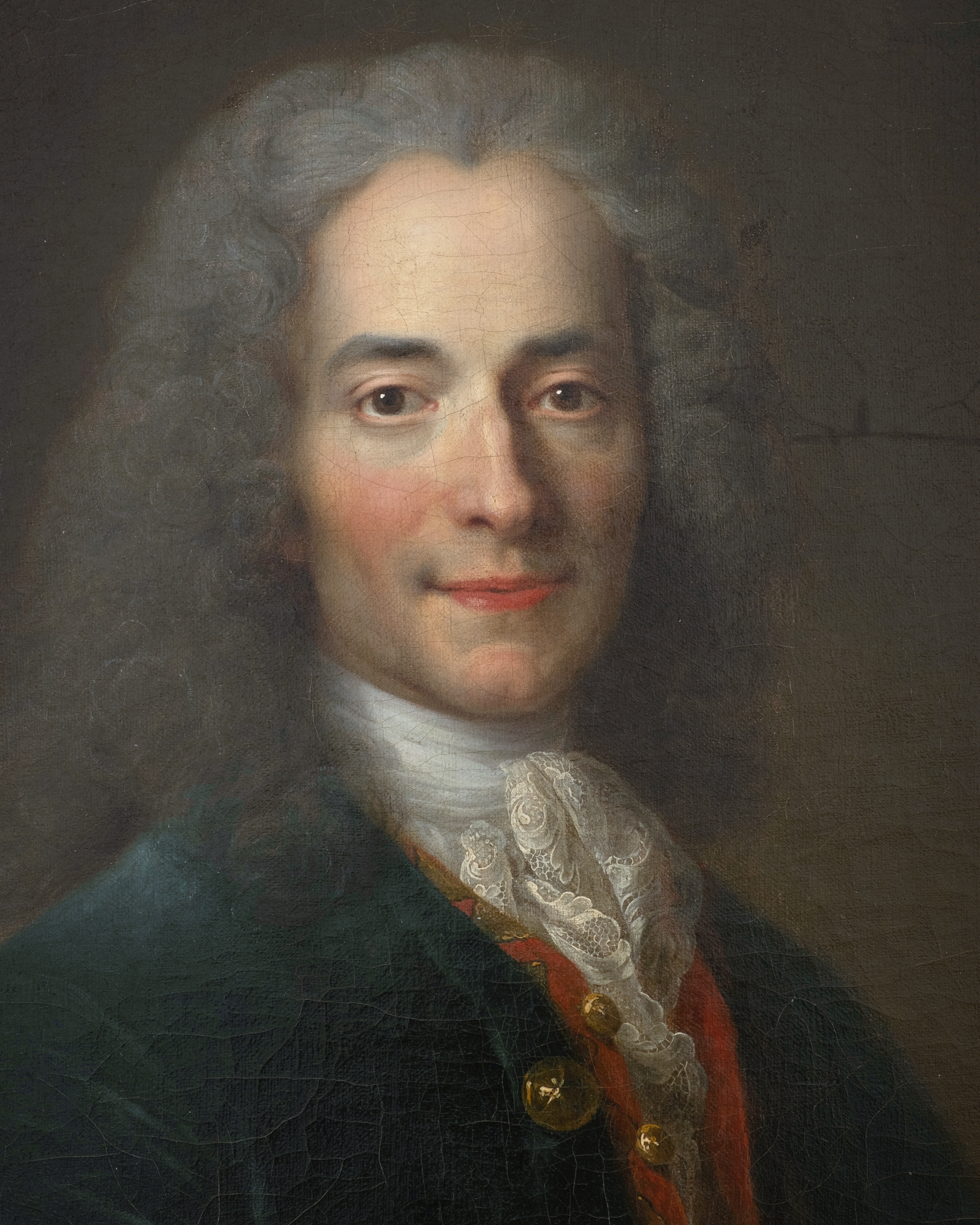
Voltaire

Voltaire wierzył, że każda rasa ma osobną genezę, a biblijny monogenizm był według niego śmiechu warty:

Jest poważnym pytaniem czy Afrykanie są potomkami małp, czy to może małpy pochodzą od nich. Nasi mędrcy powiedzieli, że człowiek został stworzony na podobieństwo Boga. Oto wspaniały obraz Stwórcy: płaski, czarny nos z niewielką lub praktycznie żadną inteligencją. Z pewnością nadejdą czasy, gdy te zwierzęta będą wiedziały jak uprawiać ziemię, upiększać swoje domostwa i ogrody oraz poznają ścieżki gwiazd: każdy potrzebuje odpowiedniej ilości czasu.

Porównując rasę kaukaską do czarnych, Voltaire użył analogii do różnych ras psów:

Rasa czarna jest gatunkiem ludzkim innym, niż nasza; tak jak spaniele są inną rasą, niż greyhound. Błona śluzowa lub sieć, którą Natura rozpostarła pomiędzy mięśniami a skórą, jest biała u nas i czarna lub miedziana u nich.

#### Lord Kames
Szkocki prawnik Henry Home, Lord Kames był zwolennikiem teorii poligenezy: wierzył, że Bóg stworzył różne rasy na Ziemi w jej osobnych regionach. W swojej książce z 1734 roku Sketches on the History of Man stwierdził, że środowisko, klimat, ani stan społeczeństwa nie mogą odpowiadać za różnice jakie istnieją pomiędzy różnymi rasami. Dowodziło to według niego faktu, że rasy pochodzą z różnych i niezależnych od siebie źródeł.

#### Karol Linneusz

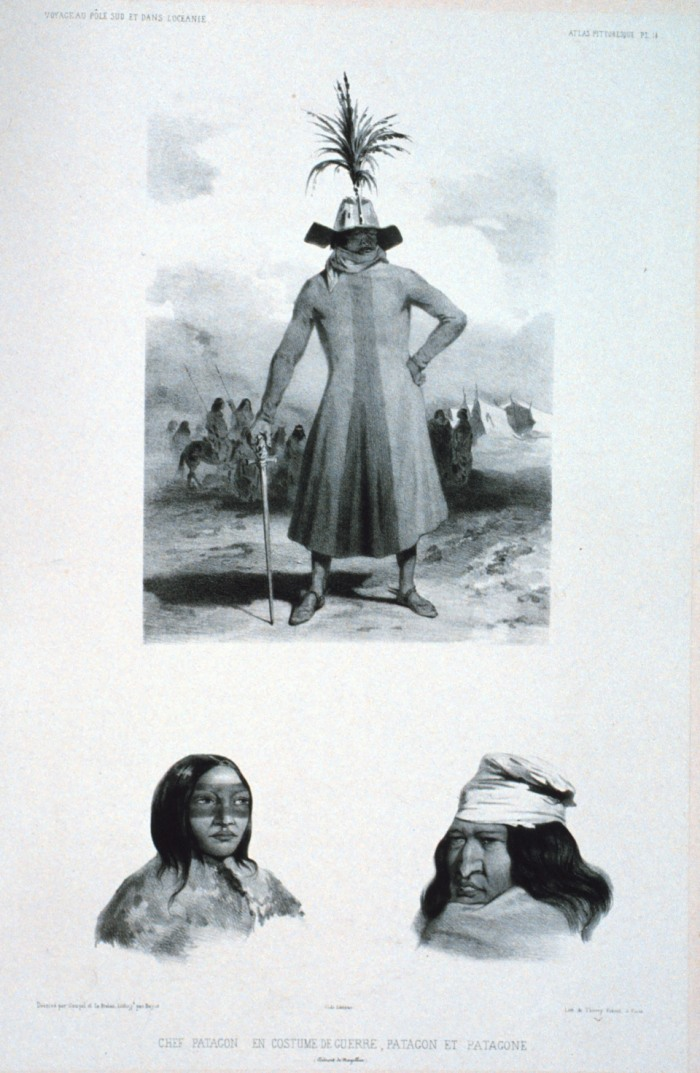
Homo monstrosus lub patagońscy giganci z Voyage au pole sud et dans l'Océanie autorstwa Jules Dumont d’Urville

Szwedzki botanik, zoolog i medyk Karol Linneusz (1707–1778) zmodyfikował ustanowione taksonomiczne podstawy binominalnego nazewnictwa gatunków fauny i flory oraz zajmował się pionierskimi próbami biologicznego zdefiniowania ludzkiej rasy. W Systema Naturae (1767) opisał pięć „rodzajów” ludzkich gatunków. Każdy z nich był opisany jako posiadający specyficzne cechy fizjonomiczne „różniące się w różnych kulturach i miejscach”:
- The Americanus: czerwony, choleryczny, moralny; czarne, proste, grube włosy; uparty, gorliwy, wolny, malujący na ciele czerwone linie i podporządkowany zwyczajom[29].
- The Europeanus: biały, krwisty (rumiany), brązowawy; posiadający dużo, długich włosów; niebieskie oczy; łagodny, bystry, pomysłowy, okryty przylegającymi do ciała szatami i podporządkowany zwyczajom[30].
- The Asiaticus: żółty, melancholiczny; sztywne, czarne włosy; ciemne oczy; surowy, dumny, chciwy, okryty luźnymi szatami, podporządkowany opiniom[31].
- The Afer lub Africanus: czarny, flegmatyczny, zrelaksowany; czarne, mocno kręcone włosy; jedwabista skóra, płaski nos, nabrzmiałe usta; kobiety bez wstydu; gruczoły mleczne dają dużo mleka; przebiegły, chytry, niedbały; namaszcza się tłuszczem; podporządkowany woli[32].
- The Monstrosus byli mitycznymi ludźmi, którzy nie pojawili się w pierwszym wydaniu Systema Naturae[33]. Do ich podgatunków należały: „czteronożny, niemy, włochaty” Homo feralis (zdziczały człowiek); wychowany przez zwierzęta Juvenis lupinus hessensis (Hesjański dziki chłopiec)[34]; Juvenis hannoveranus (hanowerski chłopiec)[34]; Puella campanica (dzika dziewczynka z Szampanii)[35] oraz zwinny, ale tchórzliwy Homo monstrosus (człowiek potworny): patagoński gigant, karzeł alpejski oraz posiadający jedno jądro (monorchism) Khoikhoi (Hotentoci)[33]. W Amoenitates academicae (1763) Linneusz opisał mitycznego Homo anthropomorpha (człowieka antropomorficznego) – humaniodalne stworzenia, takie jak: troglodyci[34], satyry, hydry i feniksy, nieprawidłowo przypisane do małp człekokształtnych[33][36].

Naukowcy spierają się o to co było podstawą do określenia przez Linneusza ludzkich taksonów. Z jednej strony, najostrzejsi krytycy mówią, że klasyfikacja była nie tylko etnocentryczna, ale zdaje się opierać na kolorze skóry; z drugiej strony Quintyn (2010) zauważa, że niektórzy autorzy uważają, że klasyfikacja opierała się na geograficznej dystrybucji, uzasadnionej kartograficznie, a nie hierarchicznie. Paleontolog Stephen Jay Gould (1994) argumentuje, że takson nie był w „uszeregowanym porządku preferowanym przez większość Europejczyków w rasistowskiej tradycji” oraz że na podział zaproponowany przez Linneusza miała wpływ teoria humoralna mówiąca, że temperament jednostki jest związany z zawartością w organizmie płynów ciała (humorów).  Według Kennetha A. R. Kennedyego (1976) Linneusz z pewnością uważał własną kulturę za lepszą, ale jego motywy klasyfikacji rodzajów ludzkich nie były skoncentrowane na zagadnieniu rasy. Towarzystwo Linneuszowskie w Londynie uważa, że Linneusza kierował się opinią, iż „wyższość Europejczyków znajduje się w ich kulturze” oraz że decydującym czynnikiem w przypadków zaproponowanych przez niego taksonów była kultura, a nie rasa. W związku z tym sądzą, że poglądy Linneusza były „eurocentyczne”, argumentując, że nigdy nie wzywał do rasistowskich działań i nie użył słowa „rasa”, które zostało wprowadzone później „przez jego francuskiego przeciwnika Leclerca”. Uczony Stanley A. Rice zgadza się, że klasyfikacja Linneusza nie miała służyć „implikowaniu hierarchii ludzkości, ani wyższości”, jakkolwiek współcześni krytycy uważają tę klasyfikację jako bezsprzeczną stereotypizację; błędną z powodu wykorzystania niebiologicznych cech antropologicznych, takich jak zwyczaje lub tradycje.

#### John Mitchell
Amerykański pionier i doktor John Mitchell (1711–1768) podjął badania nad klimatem i rasą, w wyniku których napisał w 1744 książkę An Essay upon the Causes of the Different Colours of People in Different Climates. Zamieścił w niej teorię, że pierwsza rasa ludzka na Ziemi była koloru brązowo-czerwonawego. Stwierdził, „umiarkowanie śniady kolor, jaki występuje wśród Azjatów i autochtonicznych Indian amerykańskich” był „oryginalną karnacją rodzaju ludzkiego” oraz że inne rasy oddzieliły się od oryginalnej rasy w przedziale czasowym wielu pokoleń żyjących w innych klimatach.

#### Immanuel Kant

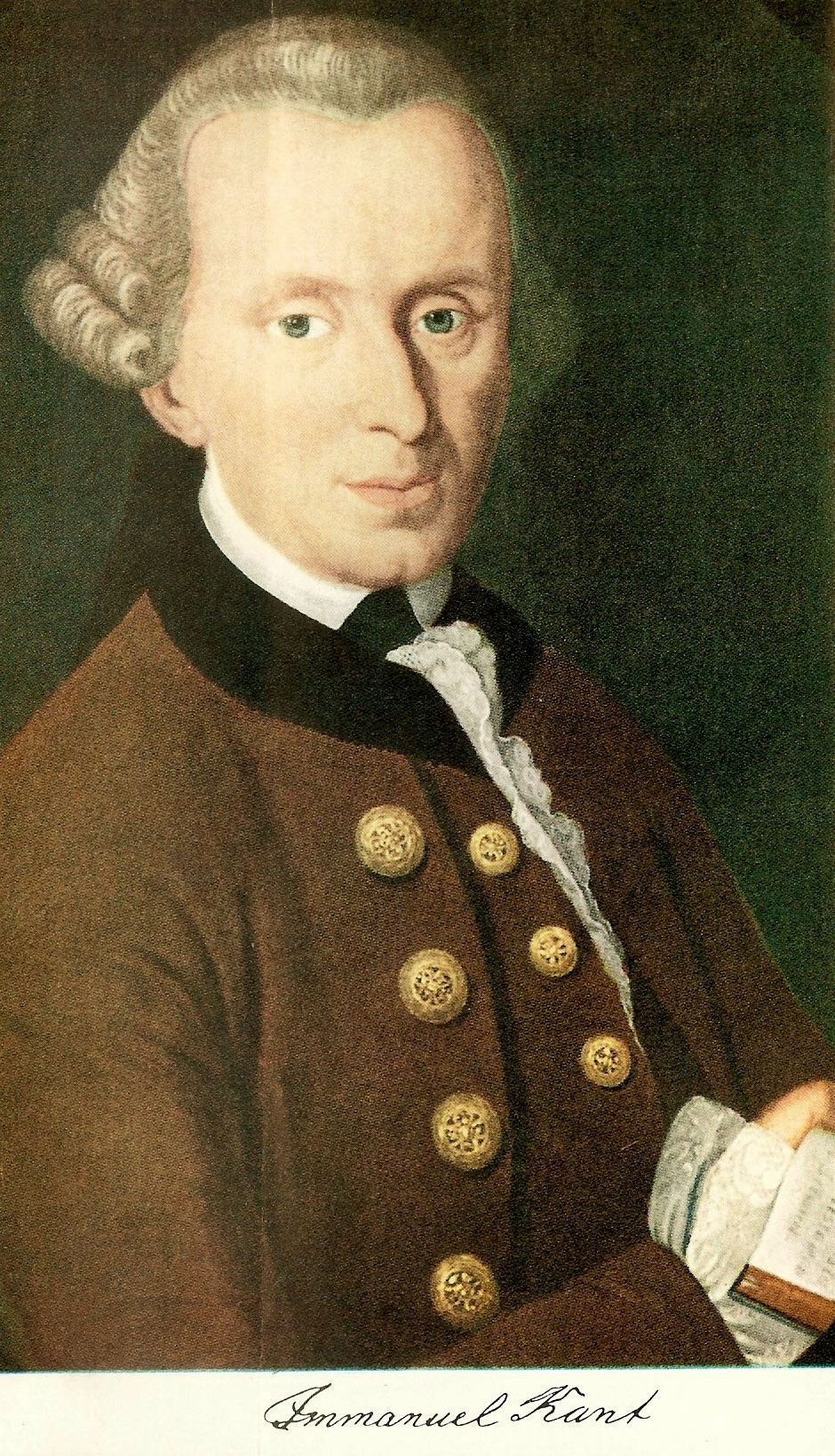
Immanuel Kant

Immanuel Kant (1724–1804) zachęcał do analizy ludzkiej wewnętrznej jaźni, zamiast wyciągania wniosków na podstawie wewnętrznej jaźni człowieka na podstawie jego wyglądu zewnętrznego. W 1775 Kant opublikował książkę „O różnych rasach ludzkich”, w której zaproponował naturalne lub celowe przyczyny zróżnicowania, jako przeciwieństwo do prawa mechanicznego lub dzieła przypadku. Rozróżnił cztery podstawowe rasy ludzkie: białych, czarnych, Kałmuków oraz hindustańczyków. Zróżnicowanie pomiędzy i wewnątrz ras przypisał różnicom środowiskowym i klimatycznym, takim jak powietrze i słońce, ale wyjaśnił, że różnice miały swój głębszy cel i nie były całkowicie powierzchowne. Kant argumentował, że istoty ludzkie były zaopatrzone w te same zalążki (Keime) i naturalne predyspozycje lub cechy (Anlagen), które uzewnętrznione były zależne od klimatu i służyły celowi zależnemu od okoliczności. Skutki indukowanego procesu były nieodwracalne. Tym samym rasy nie mogły cofnąć zaistniałych zmian poprzez zmianę klimatu „Niezależnie który zalążek został aktywowany poprzez warunki środowiska, pozostałe zalążki przechodzą w stan zdezaktywowany”. Kant uważał, że:

Żółci Indianie mają skromny talent. Czarni są znacznie poniżej nich i są częścią ludności Amerykańskiej w najniższym jej punkcie.

#### John Hunter
John Hunter (1728–1793) szkocki chirurg, uważał, że rasa czarna była oryginalnie biała. Sądził, że z czasem, pod wpływem słońca ludzie stali się ciemnoskórzy lub czarni. Hunter uważał także, że pęcherze i oparzenia na czarnej skórze zwykle stawały się białe, co według niego stanowiło dowód na to, że ich przodkowie byli biali.

#### Charles White

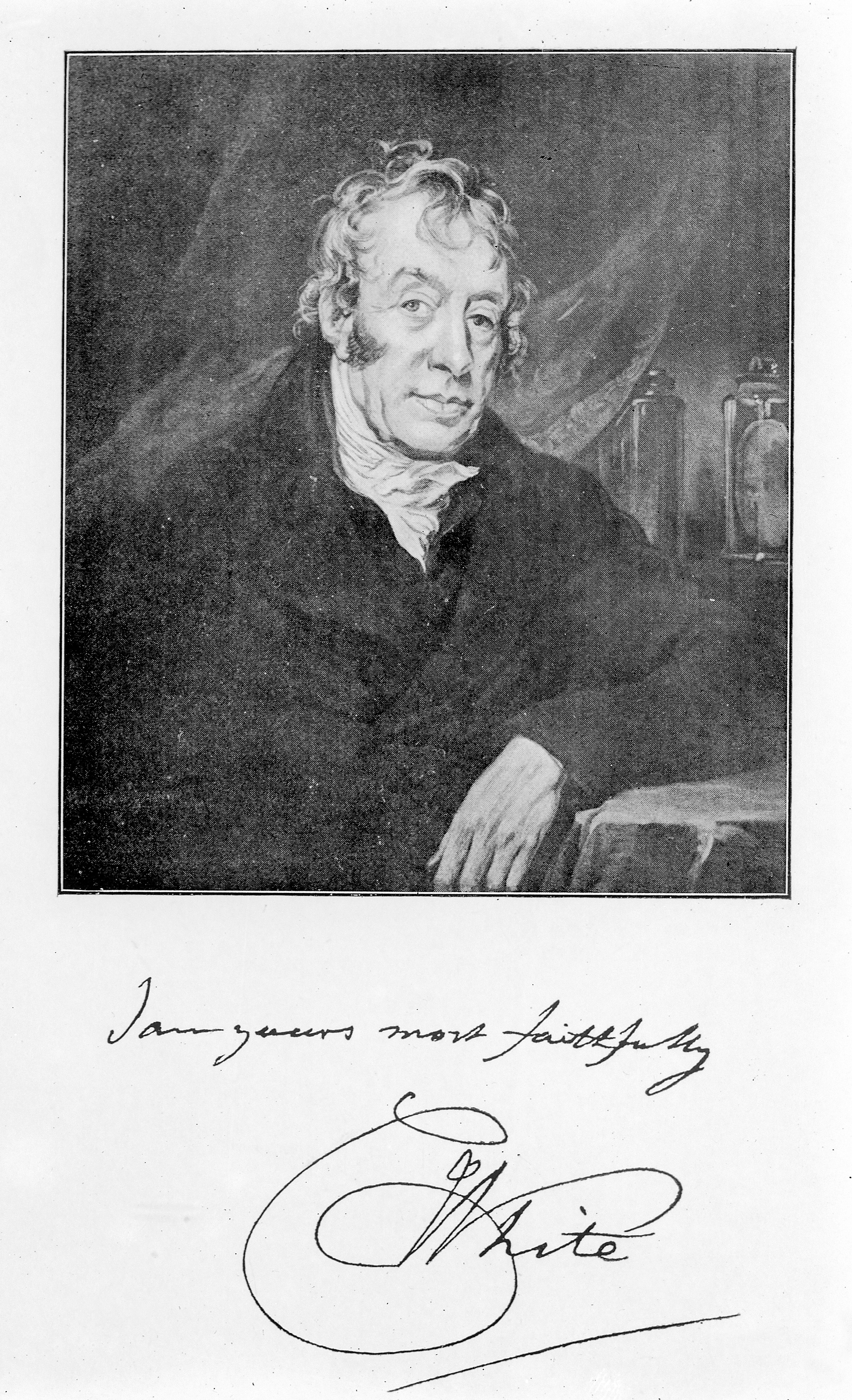
Charles White

Charles White (1728–1813), angielski medyk i chirurg, uważał, że różne rasy zajmują różne pozycje w „wielkim łańcuchu bytu” i próbował naukowo udowodnić, że mają one różne źródła pochodzenia. Uważał, że biali i czarni to dwa różne gatunki. Odrzucił argument o niepłodności francuskiego przyrodnika Leclerca mówiącego, że rozmnażanie może mieć miejsce tylko wewnątrz gatunku, podając za przykłady hybrydy międzygatunkowe wilka, lisa i szakala, które należały do osobnych grup, a pomimo to były w stanie się krzyżować. Według Whitea każda rasa była osobnym gatunkiem, stworzonym przed Boga dla swojego regionu geograficznego.

#### Buffon i Blumenbach
Francuski przyrodnik Georges-Louis Leclerc, Comte de Buffon (1707–1788) oraz niemiecki anatom Johann Blumenbach (1752–1840) wierzyli w monogenizm – ideę, że wszystkie rasy pochodzą z tego samego źródła. Wspierali także „teorię degeneracji” rasowego pochodzenia. Oboje uważali, że Adam i Ewa byli biali, a pozostałe rasy powstały w wyniku degeneracji w wyniku czynników środowiskowych, takich jak słońce lub zła dieta. Twierdzili, że degeneracja rasy może zostać odwrócona w odpowiednio kontrolowanym środowisku oraz że wszystkie współczesne formy człowieka mogą zostać przywrócone do oryginalnej, białej formy.

Według Leclerca i Blumenbacha czarna pigmentacja była wynikiem działania gorąca tropikalnego słońca, a zimny wiatr jest przyczyną śniadego odcienia skóry Eskimosów. Także relatywnie jasny kolor skóry Chińczyków, w porównaniu do innych Azjatów, tłumaczyli tym, że przebywali oni głównie w miastach, gdzie byli chronieni przed czynnikami środowiskowymi. Leclerc uważał, że pokarm i styl życia mógł wywołać degenerację rasy i w efekcie odróżnić ją od oryginalnej rasy białej. Według Blumenbacha istniało pięć ras: kaukaska, mongolska, etiopska, amerykańska i malajska. Powiedział on, że:

Przyznałem pierwsze miejsce rasie kaukaskiej, ponieważ ten rodzaj przejawia najpiękniejszą rasę ludzi.

Leclerc wierzył, że wiek ludzkości wynosi 6000 lat (okres od czasów Adama). Wielu rasistowskich naukowców zauważyło, że trudne byłoby zajście tak znaczących zmian w genotypie i fenotypie w tak krótkim okresie czasu. Buffon wierząc w monogenizm, uważał, że kolor skóry może ulec zmianie w czasie trwania jednego życia, w zależności od warunków klimatycznych i diety.

#### Benjamin Rush
Benjamin Rush (1745–1813), Ojciec założyciel Stanów Zjednoczonych Ameryki i medyk zaproponował teorię, że bycie czarnym jest wynikiem dziedzicznej choroby skóry, zwanej „negroidyzmem” i że jest ona uleczalna. Rush uważał, że kolorowi byli tak naprawdę pod spodem biali, a ich kolor skóry był wywołany niezakaźną odmianą trądu. Wysnuł wniosek, że „biali nie powinni tyranizować [czarnych], z powodu ich choroby powinni zapewnić im podwójną dozę humanitarności. Jednakże, z tego samego powodu, biali nie powinni brać z nimi ślubów, ponieważ to by prowadziło do infekcji kolejnych pokoleń chorobą… muszą być poczynione próby wyleczenia choroby”.

#### Christoph Meiners

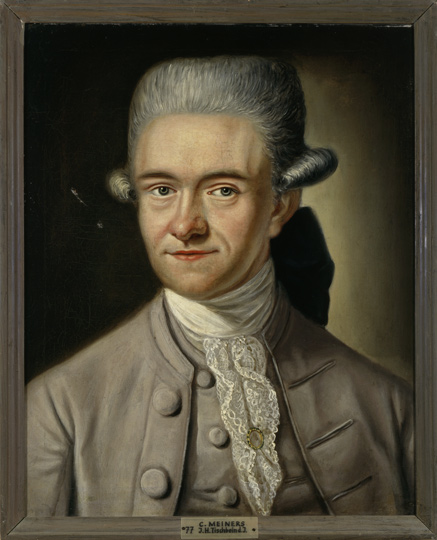
Christoph Meiners

Christoph Meiners (1747–1810) był niemieckim poligenistą i wierzył, że rasy mają oddzielne źródła. Meiner studiował fizyczne, psychiczne i moralne cechy każdej rasy i stworzył opartą na swoich odkryciach hierarchię ras. Podzielił on rodzaj ludzki w dwie podgrupy, które nazwał „piękną białą rasą” i „brzydką czarną rasą”. W swojej książce The Grundriss der Geschichte der Menschheit (niem. „Zarys historii rodzaju ludzkiego”) stwierdził, że główną cechą rasy jest piękno lub brzydota. Uważał, że tylko biała rasa jest piękna oraz że brzydkie rasy są „niższe”, niemoralne i podobne zwierzętom. Twierdził, że ciemni, brzydcy ludzie różnią się od białych, pięknych ludzi swoim „smutnym” brakiem zalet i „strasznymi wadami”. Według Meinersa:

Im bardziej inteligentni i szlachetni są ludzie z natury, tym łatwiej się przystosowują, są bardziej wrażliwi, delikatni, a ich ciało jest miękkie. Z drugiej strony, im mniej posiadają zdolności i predyspozycji do cnoty, tym słabsza jest ich umiejętność przystosowania i nie tylko to, także mniej wrażliwe są ich ciała, więcej są w stanie znieść ekstremalnego bólu lub szybkich zmian temperatury pomiędzy gorącem a zimnem, a kiedy są narażeni na choroby, tym szybszy jest ich powrót do zdrowia po odniesieniu ran, które byłyby śmiertelne dla bardziej wrażliwych ludzi i tym więcej są w stanie zjeść najgorszych i najtrudniejszych do strawienia pokarmów… bez zauważania szkodliwych efektów.

Meiners twierdził, że czarni odczuwają mniej bólu, niż jakakolwiek inna rasa oraz że nie posiadają emocji. Napisał, że czarni mają grube nerwy, przez co nie są tak wrażliwi jak inne rasy. Posunął się nawet do stwierdzenia, że czarni nie mają ludzkich, a zaledwie zwierzęce uczucia. Naukowiec opisał historię murzyna skazanego na karę śmierci poprzez spalenie żywcem. W połowie palenia skazany poprosił o fajkę i palił ją jakby nigdy nic, podczas gdy dalej płonął żywcem. Meiner studiował anatomię czarnych i doszedł do wniosku, że mają oni większe zęby i szczęki, niż jakakolwiek inna rasa, jako że wszyscy czarni są mięsożerni. Twierdził, że czaszka czarnych jest większa, ale ich mózgi są mniejsze, niż u innych ras. Uważał także, że czarni są najbardziej niezdrową rasą na Ziemi, z powodu złej diety, stylu życia i braku moralności.
Meiners uważał, że „Amerykanie” są podrzędną rasą ludzką. Według naukowca nie byli oni w stanie przystosować się do różnych klimatów, rodzajów jedzenia, stylów życia oraz że narażeni na takie nowe warunki popadają w „śmiertelną melancholię”. Na podstawie przeprowadzonych przez siebie badań diety Amerykanów stwierdził, że żywią się oni „odrażającymi odpadkami”. Sądził, że piją bardzo duże ilości alkoholu. Meiners wierzył także, że ich czaszki są tak twarde, że ostrza hiszpańskich mieczy kruszyły się w zderzeniu z nimi oraz że ich skóra jest grubsza niż u wołu.
Według Meinersa najszlachetniejszą rasą są Celtowie. Są oni zdolni do podbicia różnych części świata, bardziej wrażliwi na ciepło i zimno, a ich delikatność ujawnia się w wybredności względem pokarmów, które jedzą. Słowianie według Meinera są rasą podrzędną, „mniej wrażliwą i zadowoloną z jedzenia nieobrobionego jedzenia”. Opisał historie Słowian mających jeść trujące grzyby, bez odnoszenia szkody na zdrowiu. Uważał, że ich techniki medyczne także są uwstecznione: jako przykład podał ogrzewanie chorych ludzi w piecu, a następnie zmuszanie ich do tarzania się w śniegu.

### Późniejsi myśliciele

#### Samuel Stanhope Smith
Samuel Stanhope Smith (1751–1819) był amerykańskim pastorem prezbiteriańskim i autorem Essay on the Causes of Variety of Complexion and Figure in the Human Species. Smith uważał, że czarna pigmentacja była czymś w rodzaju dużego piega, który pokrywał całe ciało. Miał on powstawać w wyniku nadmiaru żółci, spowodowanej przez tropikalny klimat.

#### Georges Cuvier
Badania nad zagadnieniami rasy prowadzone przez Georgesa Cuviera (1769–1832), francuskiego przyrodnika i zoologa miały wpływ na poligenizm i rasizm naukowy. Cuvier wierzył, że istnieją trzy odrębne rasy: kaukaska (biała), mongolska (żółta) i etiopska (czarna). Ocenił piękno oraz brzydotę czaszki każdej z ras i jakość stworzonych przez nie cywilizacji. Cuvier napisał o rasie kaukaskiej:

Biała rasa z owalnymi twarzami, prostymi włosami i nosami, do której należą cywilizowani mieszkańcy Europy i która wydaje się być najpiękniejsza ze wszystkich, jest także lepsza od innych dzięki swojemu geniuszowi, odwadze i aktywności.

Natomiast na temat rasy czarnej pisał:

Rasa czarna… cechuje się ciemną karnacją, kędzierzawymi lub wełnistymi włosami, skróconą czaszką i płaskim nosem. Zarys dolnych partii twarzy i grube wargi, ewidentnie zbliżają ją do małpiego plemienia: hordy których zawsze znajdowały się w najbardziej absolutnym stanie barbarzyństwa.

Uważał, że Adam i Ewa należeli do rasy kaukaskiej, która tym samym była oryginalną rasą rodzaju ludzkiego. Inne rasy powstały jako potomkowie ocalonych, którzy uciekli przed jakąś znaczną katastrofą, jaka miała miejsce na Ziemi 5000 lat temu. Teoretyzował, że żyły one w kompletnej izolacji od pozostałych ras i rozwinęły się niezależnie.
Jeden z uczniów Cuviera, Friedrich Tiedemann był jednym z pierwszych naukowców, który dokonał naukowego zakwestionowania rasizmu. Opierając się na kraniometrii i pomiarach mózgów Europejczyków oraz czarnych, które wykonał w różnych częściach świata, stwierdził, że popularne w jego czasach przekonanie, iż czarni mają mniejsze mózgi, w wyniku czego są „intelektualnie niżsi”, nie ma podstaw naukowych i jest oparte jedynie na uprzedzeniach podróżników i badaczy.

#### G.W.F. Hegel
Georg Wilhelm Friedrich Hegel (1770–1831) zaprezentował ewolucjonistyczną historię Vorlesungen über die Philosophie der Weltgeschichte (1837), szeregujący historyczny rozwój Geist (ducha) poprzez realizację Volksgeister (ducha narodu).

Uważał, że każdy człowiek reprezentuje poszczególny stopień rozwoju ducha, tym samym formując „naród”. Według Hegla naród nie opiera się na cechach fizycznych, a raczej na historyczno-geograficznym otoczeniu, w którym „duch” został ukształtowany. Pogląd ten był ukształtowany przez teorię Monteskiusza na temat klimatycznego wpływu na kulturowe zwyczaje i prawo. Hegel przeciwstawił ludzi historii z ahistorycznymi dzikusami:

Prawdą jest, że klimat ma wpływ, w tym sensie, że ani ciepłe strefy, ani strefa zimna nie są korzystne dla wolności człowieka i ujawnienia historycznych ludzi.

Niezaskakująco, Hegel faworyzował Geist w umiarkowanych klimatach i ostatecznie spisał „historię powszechną” zawierającą świat orientu, grecki antyk, Cesarstwo Rzymskie, świat chrześcijański oraz Prusy. Uważał także, że „Ameryka jest państwem przyszłości” oraz że „historia nie zajmuje się przepowiedniami”, a historią. Filozofia Hegla, podobnie jak Kanta, nie powinna być sprowadzana do ewolucjonizmu, jednakże posłużyła ona do usprawiedliwienia imperializmu Europejczyków w okresie przed I wojną światową. Podobnie jak teoria Montesquieu o wpływie klimatu na zwyczaje i prawo „naukowo” uzasadniła ideę niższości rasy czarnej. Hegel uważał, że „Afryka nie jest historyczną częścią świata” i że czarni nie mają „poczucia osobowości, a ich duch śpi, pozostaje zatopiony w sobie, nie czyni postępu, przez co przypomina zbitą, niezróżnicowaną masę kontynentu afrykańskiego”.

#### Arthur Schopenhauer
Niemiecki filozof Arthur Schopenhauer (1788–1860) przypisał cywilizacyjną wyższość białym rasom, które uzyskały wrażliwość i inteligencję w wyniku udoskonalenia będącego wynikiem życia w trudnym, północnym klimacie. Wyższą cywilizację i kulturę, poza starożytnymi Hindusami i Egipcjanami, znajduje się wyłącznie wśród ras białych. Także wśród wielu ciemnoskórych ludzi kasta lub rasa rządząca ma jaśniejszą skórę niż reszta, co ewidentnie świadczy o jej imigracyjnym pochodzeniu, np. Bramini, Inkowie, władcy wysp Polinezji. Schopenhauer uważał, że odpowiada za to zasada mówiąca, że potrzeba jest matką wynalazku. Plemiona, które wcześniej wyemigrowały na północ tam stopniowo stały się jasnoskóre. W wyniku walki z potrzebą, pragnieniem i nędzą, które w wielu formach napędzał północny klimat, musiały rozwinąć wszystkie swoje zdolności intelektualne oraz wynaleźć i doskonalić wszystkie rzemiosła i sztuki. Zdaniem filozofa srogość klimatu zmusiła ich do działania, w efekcie czego powstała ich zaawansowana cywilizacja.

#### Franz Ignaz Pruner
Franz Ignaz Pruner (1808–1882) był doktorem medycyny, który studiował rasową strukturę czarnych w Egipcie. W książce, którą napisał w 1846 stwierdził, że krew czarnych ma negatywny wpływ moralny na egipski charakter. W 1861 opublikował on także monografię na temat czarnych. Stwierdza w niej, że główną cechą szkieletu czarnych jest prognatyzm, który jak uważał, był cechą ujawniającą ich pokrewieństwo z małpami człekokształtnymi. Uważał także, że czarni i małpy człekokształtne mają bardzo podobne mózgi oraz że czarni mają skrócony paluch, co jest cechą charakterystyczną łączącą blisko czarnych i małpy.

## Rasowe teorie antropologii fizycznej w okresie 1850–1918

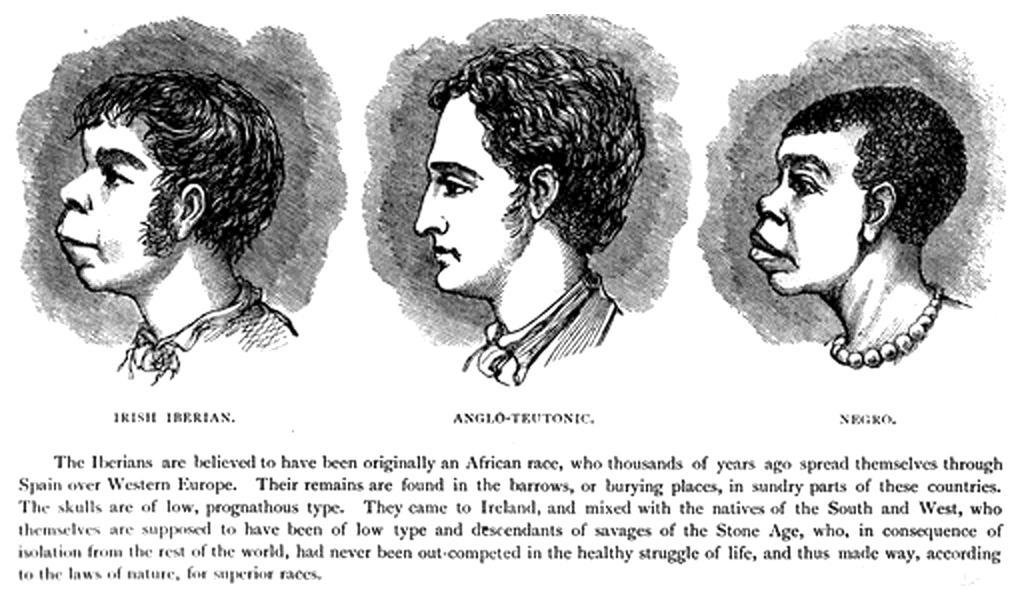
Satyryczna ilustracja z końca XIX wieku autorstwa H. Stricklanda Constabla, ukazująca domniemane podobieństwo między „Iberyjskim Irlandczykiem” i „czarnym” w kontraście do lepszego „Anglo-Teutonika”.

Naukowa klasyfikacja zaproponowana przez Karola Linneusza była niezbędna do klasyfikacji ras ludzkich. W XIX wieku klasyczna ewolucja społeczna była połączeniem konkurujących ze sobą teorii socjologicznych i antropologicznych, zakładających że kultura wschodnioeuropejska jest szczytowym osiągnięciem społeczno-kulturowej ewolucji człowieka. Propozycja, że status społeczny jest dwuliniowy – od społeczeństwa prymitywnego do cywilizowanego, od rolniczego do uprzemysłowionego – stał się popularny wśród filozofów, wliczając Friedricha Hegel, Immanuela Kanta i Augusta Comte.
Biblia była interpretowana w taki sposób, aby sankcjonować niewolnictwo. W okresie od lat 20. XIX wieku do 50. XIX wieku była często wykorzystywana w przedwojennym południowych stanach USA przez pisarzy, takich jak Richard Furman i Thomas R. Cobb w celu propagowania idei, że czarni zostali stworzeni jako gorsi, przez co nadają się na niewolników. Doktryny uzasadniające niewolnictwo i segregację rasową pod pretekstem Biblii, to: „przekleństwo Chama”, jako przodka Afrykanów, „znamię Kaina” (którym miał być czarny kolor skóry), pochodzenie tylko białej rasy od Noego, a nawet od Adama i Ewy (preadamityzm innych ras).

### Karol Darwin
Charles Darwin podobnie jak większość mu współczesnych, poza przyrodnikiem Alfredem Russelem Wallace nie rozróżniał „rasy biologicznej” od „rasy kulturowej” i podkreślał różnicę pomiędzy „rasami cywilizowanymi” a „dzikimi rasami”. Zauważył, że rasy dzikie były zagrożone wyginięciem bardziej z powodu europejskiego kolonializmu białych, niż z powodu ewolucyjnego nieprzystosowania. W książce pt. „O pochodzeniu człowieka i doborze w odniesieniu do płci” napisał:

Wielka przerwa w organicznym łańcuchu pomiędzy człowiekiem a jego najbliższymi krewnymi, która nie może zostać wypełniona przez żaden żyjący, ani wymarły gatunek, często była wysuwana jako poważny argument, że człowiek jest potomkiem jakiejś niższej formy; ale ten argument nie wyda się istotny tym, którzy z ogólnych powodów, wierzą w główną ideę ewolucji. Przerwy często pojawiają się we wszystkich częściach serii, niektóre rozległe, wyraźne i zdefiniowane, inne w różnym stopniu mniej; jak pomiędzy orangutanem i jego najbliższymi krewnymi – wyrakowatymi i innymi lemurami, pomiędzy słoniem i w bardziej uderzający sposób pomiędzy dziobakiem australijskim i rybami z rodzaju Echida oraz wszystkimi innymi ssakami. Ale te przerwy zależą jedynie na liczbie pokrewnych form, które wymarły. W pewnym okresie w przyszłości, niezbyt odległym, ponieważ mierzonym w wiekach, cywilizowane rasy ludzkie niemal z pewnością eksterminują i zajmą tereny dzikich ras na świecie. W tym samym okresie, jak zauważył profesor Schaaffhausen, niewątpliwie zostaną eksterminowane małpy człekokształtne. Przerwa pomiędzy człowiekiem a jego najbliższymi krewnymi będzie większa, ponieważ będzie stawać na przeszkodzie człowieka na bardziej cywilizowanym poziomie, na co możemy mieć nadzieję; nawet większa, niż [przerwa] pomiędzy rasą kaukaską a małpą człekokształtną, zamiast czarnego lub Australijczyka a goryla.

O kwestii różnic pomiędzy rasami pisał:

Jakkolwiek nie ma wątpliwości, że różne rasy szczegółowo porównane i zmierzone, znacznie się od siebie różnią – jak w teksturze włosów, relatywnych proporcjach wszystkich części ciała, pojemności płuc, kształcie i pojemności czaszki i nawet zwojach mózgu. Jednakże wykazanie niezliczonych punktów strukturalnych różnic byłoby nieskończonym zadaniem. Rasy różnią się także pod względem kondycji zdrowotnej, zdolności aklimatyzacji oraz podatności na niektóre choroby. Ich cechy psychiczne także są bardzo różne, co głównie odzwierciedla się w ich emocjonalnych, ale częściowo także w intelektualnych umiejętnościach. Każdy kto miał sposobność dokonania porównania, musiał być zaskoczony kontrastem pomiędzy małomównością, a nawet posępnością Aborygenów z Ameryki Południowej a beztroską i gadatliwością czarnych. Istnieje niemal identyczny kontrast pomiędzy Malajami a Papuańczykami, którzy żyją w tych samych warunkach fizycznych i są odseparowani od siebie jedynie przez wąskie obszary morza.

W rozdziale „O rozwoju umiejętności intelektualnych i moralnych w czasach pierwotnych i cywilizowanych” Darwin twierdził, że „zachodnie narody Europy, które współcześnie tak niezmiernie przewyższają swoich dawnych dzikich prekursorów i stoją na szczycie cywilizacji, zawdzięczają niewiele lub nic ze swojej wyższości bezpośredniemu dziedziczeniu po starych Grekach”.

### Arthur de Gobineau

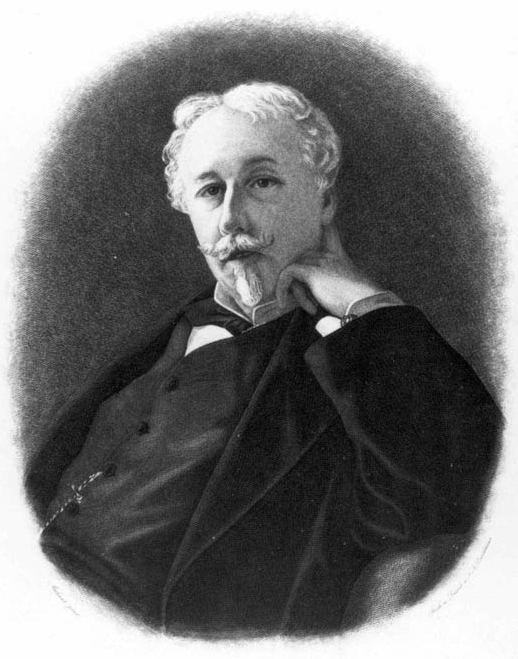
Portret Arthura de Gobineau (1876)

W An Essay on the Inequality of the Human Races (1853–55), Arthur de Gobineau, francuski arystokrata i pisarz, zaproponował trzy rasy ludzkie i stwierdził, że mieszanie ich ze sobą doprowadziłoby do upadku cywilizacji. Wprowadził on także terminy „rasa germańska” i „rasa aryjska”.

### Karl Vogt
Karl Vogt (1817–1895) był kolejnym ewolucjonistą, zwolennikiem poligenezy gatunku ludzkiego, który wierzył, że rasa czarna jest spokrewniona z małpą. Twierdził także, że biała rasa jest innym gatunkiem niż czarni. W rozdziale 6 swoich Lectures of man (1864) porównał czarnych do białej rasy, które opisał jako „dwa skrajne typy ludzkie”. Uważał, że różnice pomiędzy nimi są większe niż pomiędzy dwoma gatunkami małp człekokształtnych i to było według niego dowodem, że czarni są osobnym gatunkiem.

### Herbert Hope Risley

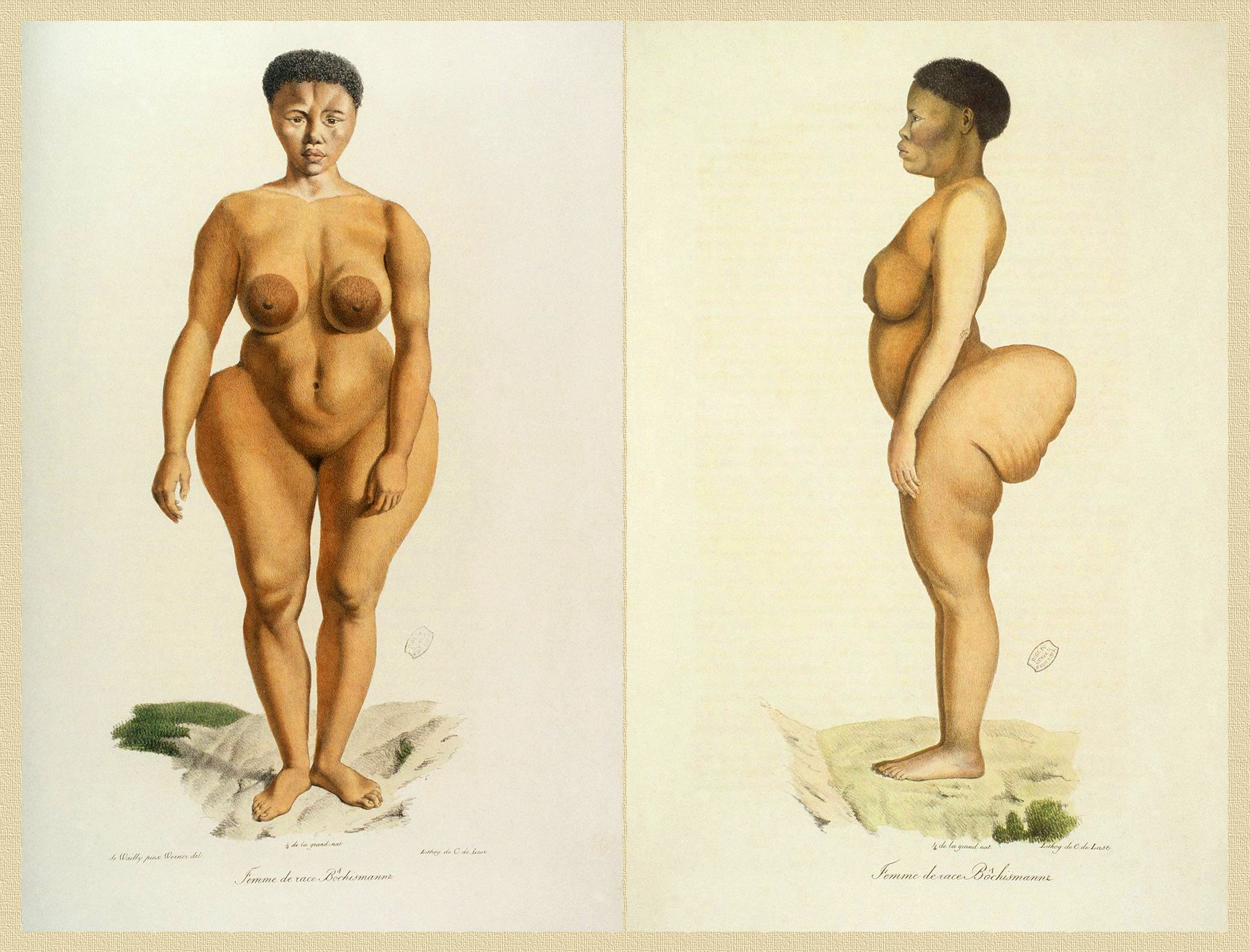
Saartjie „Sarah” Baartman obwołana „hotentocką wenus”. Na podstawie jej losów powstał film pt. Czarna Wenus, który ilustruje stosunek europejskiego społeczeństwa do innych ras w XVIII/XIX wieku.

Kolonialny administrator Herbert Hope Risley (1851–1911) wykorzystywał stosunek szerokości do długości nosa jako eksponent rasy, służący rozróżnianiu Hindusów na przedstawicieli rasy aryjskiej i rasę drawidów, a także na siedem kast.

### Ernst Haeckel
Podobnie jak większość, Ernst Haeckel (1834–1919) popierał doktrynę ewolucyjnej poligenezy, opartej na poglądach lingwisty Augusta Schleichera, według której kilka niezależnych grup językowych wywodziło się od wspólnego przodka, niemego praczłowieka Urmenschen, który ewoluował z małpich przodków. Te oddzielne języki dokończyły przemiany ze zwierzęcia do człowieka i pod wpływem różnych, głównych gałęzi języków, ludzie ewoluowali jako osobne gatunki, które mogą zostać podzielone na rasy. Haeckel dokonał podziału ludzkości na dziesięć ras, z których rasa kaukaska była najwyższa, a prymitywne rasy były skazane na wyginięcie. Był on także zwolennikiem teorii o pochodzeniu homo sapiens z Azji i wierzył, że Hindustan (Południowa Azja) był miejscem pierwszego pojawienia się człowieka współczesnego. Zdaniem Haeckela ludzie są blisko spokrewnieni z naczelnymi południowej Azji i odrzucił hipotezę afrykańskiego pochodzenia zaproponowaną przez Darwina.
Pisał także, że czarni mają silniejsze i bardziej ruchome palce u stóp niż inne rasy, co miało być dowodem, że są spokrewnieni z małpami człekokształtnymi, które wykorzystują palce u stóp do utrzymywania równowagi na drzewach. Haeckel posunął się do porównania czarnych z „czworonożnymi” małpami. Wierzył on, że czarni byli nieokrzesanymi dzikusami, a biali byli najbardziej cywilizowani ze wszystkich ras.

### Nacjonalizm: de Lapouge and Herder

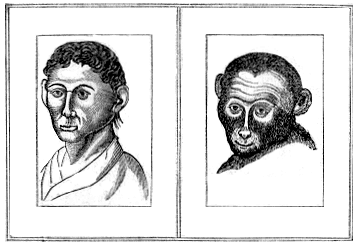
Ilustracja z The Physiognomist's Own Book (1841)

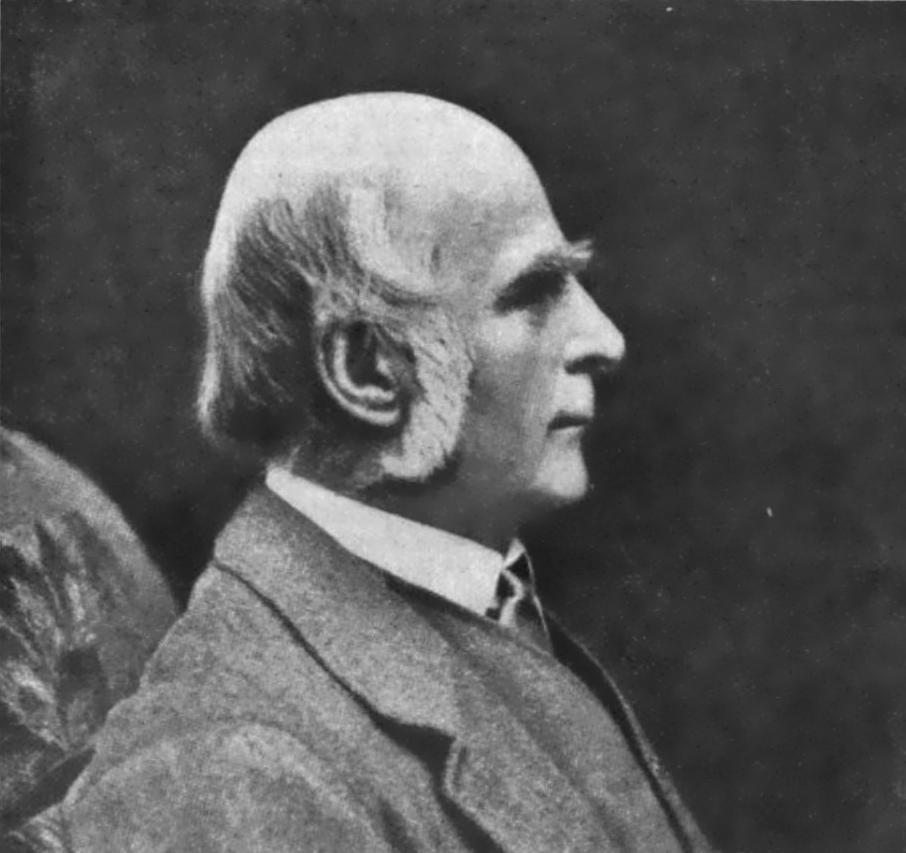
Francis Galton

Pod koniec XIX wieku rasizm naukowy połączył grecko-rzymską eugenikę z konceptem Francisa Galtona o dobrowolnej eugenice, aby stworzyć represyjne, antyimigracyjne programy rządowe. Ten instytucjonalny rasizm był efektem popularności frenologii, fizjonomiki oraz kraniometrii. W tamtym okresie także czaszki i szkielety przedstawicieli rasy czarnej lub innej niebiałej były umieszczane na wystawach pomiędzy małpami a szczątkami przedstawicieli rasy białej.
W 1906 roku Pigmej Ota Benga był elementem wystawy w Bronx ZOO w Nowym Jorku, gdzie był przedstawiany jako „Brakujące ogniwo” pomiędzy małpami człekokształtnymi a zwierzętami. Jednym z najbardziej wpływowych antropologów był Georges Vacher de Lapouge (1854–1936), który wysunął ideę „antroposocjologii” oraz Johann Gottfried Herder(1744–1803), który połączył pojęcie rasy z nacjonalizmem, tworząc pierwsza koncepcję etnicznego nacjonalizmu. W 1882 roku Ernest Renan podważył opinie Herdera, proponując nacjonalizm oparty na „chęci wiecznego życia”, nie oparty na przesłankach etnicznych lub rasowych. Dyskurs rasistów naukowych dał podstawy do przekonania o istnieniu „narodowych ras”, takich jak lud niemiecki w Niemczech i „francuska rasa” będąca odnogą bazowej rasy aryjskiej oraz o słuszności istnienia geopolitycznych granic pokrywających się z granicami rasowymi.

### Kraniometria i fizyczna antropologia

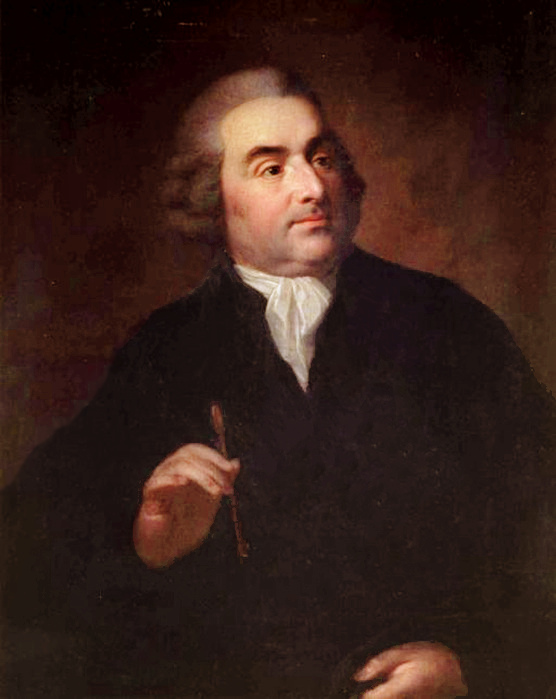
Petrus Camper

Duński uczony Piotr Camper (1722–1789), wczesny teoretyk kraniometrii, wykorzystywał „kraniometrię” (pomiary wewnętrznej objętości czaszki) do naukowego tłumaczenia różnic pomiędzy rasami. W 1770 stworzył ideę wykorzystania miary kąta twarzowego do pomiaru inteligencji u różnych gatunków ludzi. Kąt twarzowy znajdował się pomiędzy dwoma liniami: horyzontalną linią od nozdrza do ucha oraz wertykalną linią pomiędzy górnym szczytem kości szczękowej a wzniesieniem czoła. Jego badania kraniometryczne wykazały, że antyczne posągi (grecko-rzymski ideał piękna) cechowały się 90-stopniowym kątem twarzowym, Europejczycy 80-stopniowym, czarni 70-stopniowym, a orangutany 58-stopniowym. Tym samym ustanowił rasistowską biologiczną hierarchię rodzaju ludzkiego. Te rasistowskie badania były kontynuowane przez przyrodnika Étienne Geoffroya Saint-Hilaire (1772–1844) i antropologa Paula Broca (1824–1880).

#### Samuel George Morton

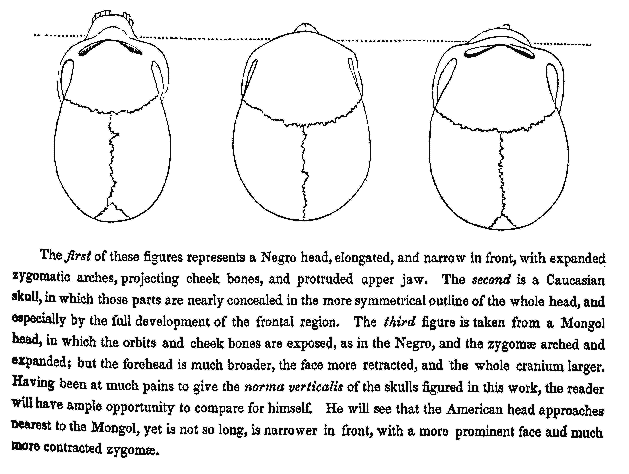
Różnice pomiędzy czaszkami przedstawicieli rasy czarnej, kaukaskiej oraz mongolskiej wg Mortona

XIX wieku amerykański antropolog fizyczny, lekarz i zwolennik teorii poligenezy Samuel George Morton (1799–1851) zebrał czaszki ludzkie pochodzące z całego świata i podjął próbę opracowania logicznego wzoru klasyfikacji. Będąc pod wpływem współczesnego sobie rasizmu naukowego, stwierdził, że jest w stanie ocenić możliwości intelektualne człowieka poprzez pomiary objętości wnętrza puszki mózgowej. Według uczonego duża czaszka oznaczała duży mózg i tym samym większe możliwości intelektualne, a mała czaszka oznaczała mały mózg i niskie możliwości intelektualne właściciela. Dało to kolejne naukowe podstawy do podziału na lepszych i gorszych. W wyniku badań przeprowadzonych nad trzema starożytnymi mumiami z egipskich katakumb, Morton doszedł do wniosku, że rasa kaukaska i czarni należeli do oddzielnych ras już trzy tysiące lat temu. A ponieważ Biblia mówi, że Arka Noego została wyrzucona na brzeg góry Ararat tysiąc lat wcześniej, Morton uznał, że synowie Noego nie mogli być przodkami każdej rasy na Ziemi. Zgodnie z popieraną przez niego teorią poligenezy, rasy ludzkie były niezależne od powstania człowieka.
W pracy Crania Americana Morton twierdzi na podstawie danych uzyskanych metodami kraniometrii, że rasa kaukaska cechuje się największymi mózgami, o średniej objętości 87 cali kwadratowych. Rodzimi Amerykanie plasowali się według niego pośrodku skali, z mózgami o średniej objętości 82 cali kwadratowych, a czarni mieli najmniejsze mózgi, o średniej objętości 78 cali kwadratowych.
W The Mismeasure of Man (1981) historyk nauki Stephen Jay Gould polemizował z Mortonem, twierdząc, że zafałszował swoje dane kraniometryczne poprzez niezamierzone nadmierne opakowanie niektórych czaszek, przez co uzyskany wynik potwierdzał jego rasistowskie założenia, które pragnął udowodnić. Późniejsze badanie przeprowadzone przez antropologa Johna Michaela wykazało, że wyniki badań Mortona były bardziej zgodne z rzeczywistością, niż zakładał to Gould. Stwierdził, że „w przeciwieństwie do interpretacji Goulda … Badania Motrona były przeprowadzone w sposób spójny”. Jason Lewis i współpracownicy poprzez ponowną analizę kolekcji czaszek Mortona doszli do podobnych wniosków, ale odcięli się od jego rasistowskich konkluzji, pisząc „badania zademonstrowały fakt, że współczesna różnorodność ludzka jest genetycznie ciągła, a nie nieregularna lub »rasowa« oraz że większość zróżnicowania pomiędzy współczesnymi ludźmi występuje wewnątrz, raczej niż pomiędzy populacjami”.
W 1873 roku Paul Broca, założyciel Paryskiego Stowarzyszenia Antropologicznego (1859) zauważył podobną zależność w swoich pomiarach. Inne historyczne badania zakładające różnice pomiędzy rasami opartą na zależności różnicy w rozmiarze mózgu i inteligencji, były przeprowadzone przez Beana (1906), Malla (1909), Pearla (1934) oraz Vinta (1934).

### Monogenizm i poligenizm

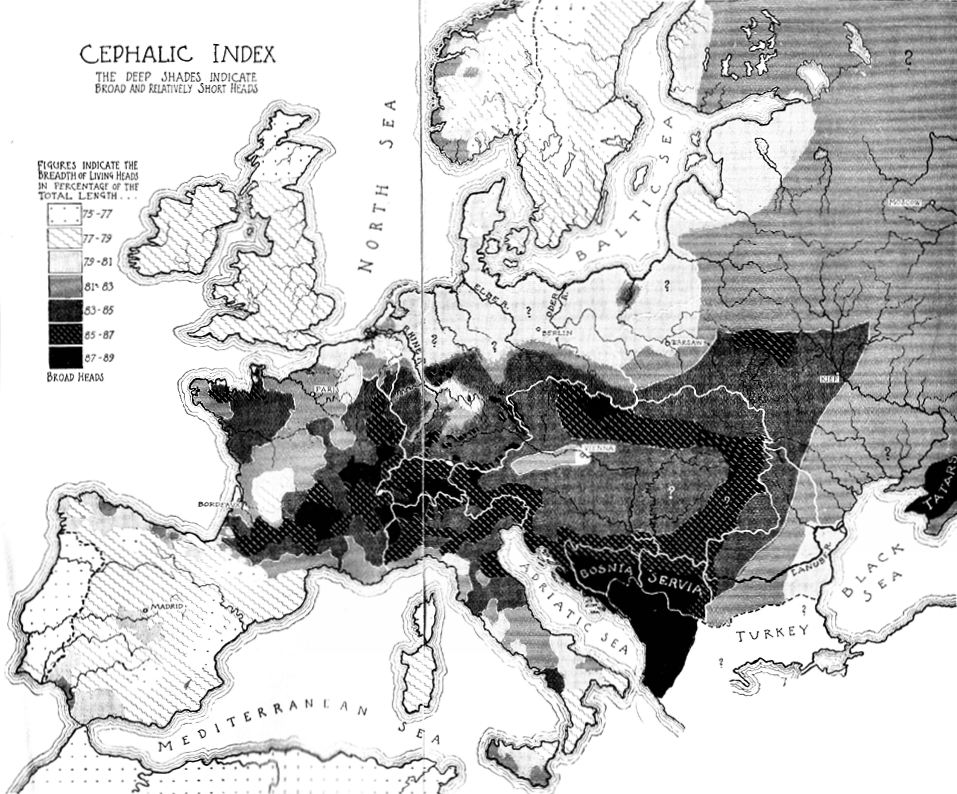
William Z. Ripley – mapa europejskiego indeksu cefalicznego, The Races of Europe (1899)

Naśladowcy Mortona, zwłaszcza dr Josiah C. Nott (1804–1873) oraz George Gliddon (1809–1857) rozbudowali przedstawione przez niego idee w Types of Mankind (1854), twierdząc że jego odkrycia potwierdzają teorię poligenezy zakładającej, że ludzkość ma nieciągłych genetycznie przodków oraz że rasy są ewolucyjnie niespokrewnione. Idea ta jest prekursorem współczesnej hipotezy multiregionalnej. Co więcej, Morton miał opory przed opowiedzeniem się za teorią poligenezy, ponieważ teologicznie była ona niezgodna z chrześcijańskim opisem stworzenia świata zawartym w Biblii.
Darwin w „O pochodzeniu człowieka” (1871) zaproponował hipotezę pojedynczego pochodzenia (monogenezy), mówiącą, że wszyscy ludzie mają wspólnych przodków genetycznych, a rasy są spokrewnione, tym samym zaprzeczającą wszystkiemu co zakłada hipoteza poligenezy.

### Typologie

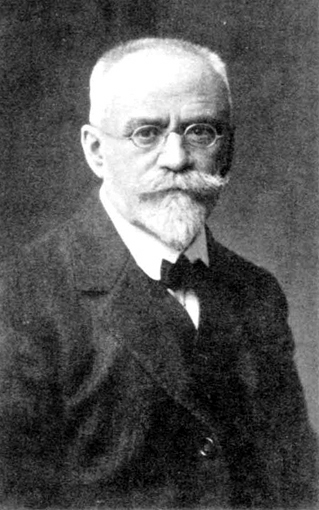
Joseph Deniker

Jedna z pierwszych typologii wykorzystana do klasyfikacji różnych ras ludzkich została stworzona przez Georgesa Vacher de Lapouge (1854–1936), teoretyka eugeniki, który opublikował w 1899 L'Aryen et son rôle social (fr. „Aryjczyk i jego rola społeczna”). W swojej książce podjął się klasyfikacji ludzkości na różne, zhierarchizowane rasy, rozciągające się od „aryjskiej rasy białej, dolichocefalicznej” do „brachycefalicznej”, „miernej i biernej” rasy, najlepiej reprezentowanej przez Żydów. Pomiędzy tymi skrajnymi rasami w hierarchii ras, znajdowały się Homo europaeus (Teutonik/Krzyżak, protestant, etc.), Homo alpinus (Owerniak, Turek, etc.) oraz Homo mediterraneus (Neapolitańczyk, Andaluz, etc.). Poglądy Vachera de Lapouge stały się później główną inspiracją dla nazistowskiego antysemityzmu i nazistowskiej ideologii rasowej.
Jego klasyfikacja została powielona w The Races of Europe (1899) Williama Z. Ripleya, książce, która miała duży wpływ na amerykańską białą supremację. Ripley nawet sporządził mapę Europy, przedstawiającą rozmieszczenie indeksu cefalicznego jej mieszkańców. Jego poglądy wywarły duży wpływ na amerykańskiego eugenika Madisona Granta.
Według Johna Efrona z Indiana University, koniec XIX wieku był także świadkiem „unaukowienia uprzedzenia antyżydowskiego”, stygmatyzując Żydów męską menstruacją, patologiczną histerią i nimfomanią. W tym samym okresie kilku Żydów, jak np. Joseph Jacobs i Samuel Weissenberg także przyjęło pogląd, że Żydzi są osobną rasą ludzką. Chaim Zhitlovsky próbował zdefiniować Yiddishkayt (Żydów aszkenazyjskich) przy użyciu współczesnej mu teorii rasowej.
Joseph Deniker (1852–1918) był jednym z głównych oponentów Williama Z. Ripleya. Podczas gdy Ripley uważał, że populacja europejska składa się z trzech ras, Joseph Deniker uważał, że składa się ona z dziesięciu ras (sześciu pierwotnych i czterech podras). Deniker uważał, że koncept „rasy” był nieścisły i zamiast niego zaproponował określenie „grupa etniczna”, które następnie było wykorzystywane przez Juliana Huxleya i Alfreda C. Haddona. Ripley uważał, że „rasa” w pojmowaniu Denikera powinna być opisana jako „typ”, ponieważ wykazuje się on mniejszą sztywnością biologiczną, niż większość rasowych klasyfikacji.

## Zastosowania ideologiczne

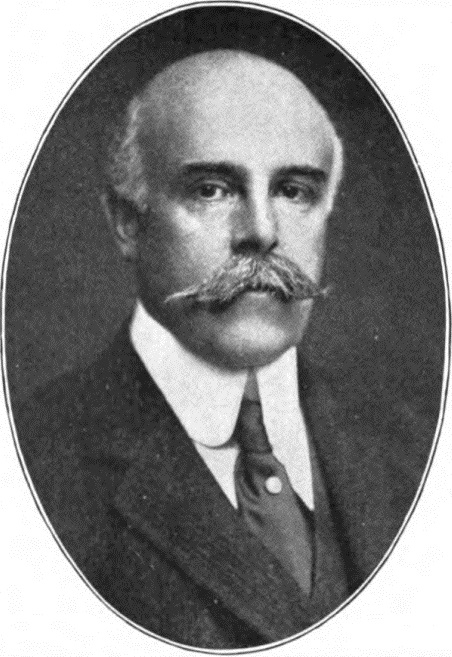
Madison Grant, twórca pojęcia „rasa nordycka”

### Nordycyzm
La Race nordique (fr. „Rasa nordycka”) napisana przez Josepha Denikera była jego historycznym wkładem w teorię rasową, którą amerykański eugenik Madison Grant (1865–1937) zaprezentował jako biały rasowy napęd światowej cywilizacji. Przyjmując trzyrasowy model europejskiej populacji, ale odrzucając nazwę „Teutonik”, przekuł la race nordique na „rasę nordycką”, szczyt sztucznej hierarchii rasowej, opartej na jego teorii klasyfikacji rasowej, popularnej w latach 10. i 20. XX wieku.
Szwedzki Statens institut för rasbiologi (szw. Narodowy Instytut ds. Biologii Rasowej) i jego kierownik Herman Lundborg prowadzili aktywne badania rasowe. Znaczna część badań nad językami uralo-ałtajskimi była powiązana z próbą usprawiedliwienia poglądu, że Europejczycy zamieszkali na wschód od Szwecji byli Azjatami, tym samym podrzędną rasą, co usprawiedliwiało kolonializm, eugenikę i rasową higienę.

### Stany Zjednoczone: usprawiedliwienie niewolnictwa

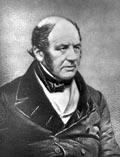
dr Samuel Cartwright

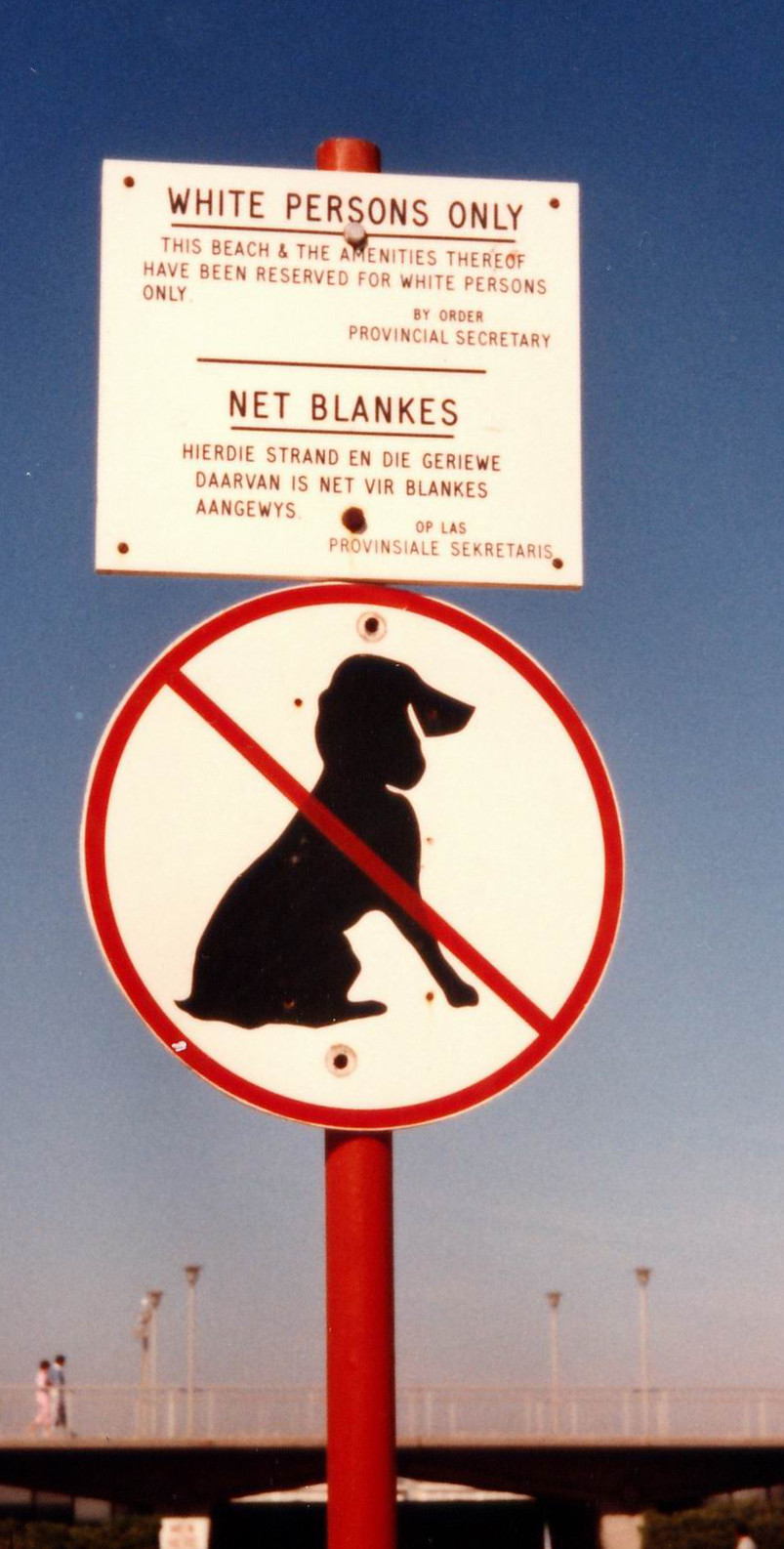
1985, plaża w Muizenberg, Kapsztad, Południowa Afryka. Górne znaki w języku angielskim i afrikaans. Angielska wersja mówi: Tylko dla białych osób. Plaża i wyposażenie są tym samym zarezerwowane tylko dla białych osób. Z decyzji Sekretarza Prowincji. Dolny znak oznacza, że psy mają zakaz wstępu na plażę.

W USA rasizm naukowy był wykorzystywany do usprawiedliwiania niewolnictwa czarnych Afrykańczyków, wobec rosnącej opozycji dla transatlantyckiego handlu niewolnikami. Alexander Thomas i Samuell Sillen opisali czarnych, jako wyjątkowo stosownych do niewolnictwa ze względu na ich „prymitywną organizację psychologiczną”. W 1851 amerykański lekarz Samuel A. Cartwright (1793–1863) uznał, że ucieczki niewolników są przejawem uleczalnej choroby psychicznej, nazwanej drapetomanią. Według Cartwrighta „z odpowiednią poradą medyczną, ściśle przestrzeganą, ten kłopotliwy zwyczaj uciekania, który przejawia wielu czarnych, może być niemal całkowicie zażegnany”. Sam termin drapetomania (mania uciekającego niewolnika) wywodzi się od greckiego słowa δραπέτης (drapetes, gr. uciekinier) i μανία (mania, gr. szaleństwo). Cartwright opisał także dysaesthesia aethiopica – kolejną domniemaną chorobę psychiczną, mającą odpowiadać za lenistwo czarnych. Według spisu powszechnego USA z 1840 roku czarni z północy będący wolnymi ludźmi, częściej cierpieli na choroby psychiczne niż niewoleni czarni z południa. Pomimo że American Statistical Association, John Quincy Adams i inni ujawnili, że dane te były poważnie przekłamane, to i tak były wykorzystywane politycznie przeciwko abolicjonistom. Niewolnicy z południa doszli do wniosku, że uciekający czarni cierpieli na „problemy psychiczne”.
Podczas wojny secesyjnej (1861-65) zagadnienie mieszania się ras spowodowało podjęcie badań nad domniemanymi różnicami pomiędzy rasą kaukaską a czarnymi. Wcześni antropolodzy, tacy jak Josiah Clark Nott, George Robins Gliddon, Robert Knox, czy Samuel George Morton próbowali udowodnić, że czarni są odmiennym od białych gatunkiem ludzkim, że rządzący starożytnym Egiptem nie byli Afrykanami oraz że dzieci mieszanych rodziców (produkt mieszania się ras) wykazują tendencję do niepłodności i fizycznej słabości. Po wojnie południowi lekarze (konfederaci) napisali podręczniki rasizmu naukowego, oparte na badaniach wnioskujących, że wolni czarni (byli niewolnicy) ulegali wyginięciu ze względu na swoje nieprzystosowanie do wymagań jakie stwarza życie wolnego człowieka, wysuwając wniosek, że niewolnictwo było korzystne dla czarnych.
15. poprawka do Konstytucji Stanów Zjednoczonych w 1870 r. zabroniła ograniczania praw wyborczych z powodu rasy, koloru skóry lub uprzedniego stanu niewolnictwa, jednak Sąd Najwyższy dość długo uznawał zasadę separate but equal za zgodną z Konstytucją.

### Południowoafrykański apartheid
Rasizm naukowy odegrał rolę w ustanawianiu apartheidu w Południowej Afryce. Biali naukowcy, tacy jak Dudly Kidd, który opublikował w 1904 The essential Kafir, próbowali „zrozumieć afrykański umysł”. Wierzyli, że różnice kulturowe pomiędzy białymi i czarnymi mogły być spowodowane przez fizjologiczne różnice w budowie ich mózgów. W przeciwieństwie do wcześniejszych badaczy, sugerujących że Afrykańczycy są „przerośniętymi dziećmi”, Kidd uważał, że ich mózgi były „przesadnie i patologicznie przerośnięte”. Opisał Afrykanów jako „beznadziejnie wybrakowanych”, ale też „bardzo bystrych”.
Komisja Carneige do spraw biedy wśród białych w RPA odegrała kluczowa rolę w ustanowieniu apartheidu w RPA. Według notatki wysłanej do Fredericka Keppela, naówczas prezesa Korporacji Carnegie „nie było wątpliwości, że gdy tubylcom zostaną dane pełne ekonomiczne możliwości, bardziej kompetentni z nich wkrótce by przewyższyli mniej kompetentnych białych”. Poparcie Keppela dla projektu utworzenia reportu było motywowane niepokojem o utrzymanie istniejących podziałów rasowych. Zainteresowanie Korporacji Carnegie problemem tak zwanych biednych białych w RPA, było przynajmniej częściowo wynikiem istniejących podobnych niepokojów o stan biednych białych na południu USA. Raport miał objętość pięciu tomów. Mniej więcej na początku XX wieku biali Amerykanie oraz biali w innych częściach świata poczuli się niespokojni z powodu biedy i kryzysu ekonomicznego, który zdawał się dotykać wszystkich po równo, bez względu na rasę.
Pomimo że podstawy pod apartheid zostały położone już wcześniej, raport Komisji Carneige dostarczył potwierdzenia dla centralnej idei niższości czarnych. Wykorzystano go do usprawiedliwienia segregacji rasowej i dyskryminacji w następnych dziesięcioleciach. Raport wyrażał obawę o utratę dumy białej rasy i w szczególności wskazywał na groźbę niezdolności białej rasy do oparcia się „afrykanizacji”.
Pomimo że rasizm naukowy odegrał rolę w usprawiedliwianiu i wspieraniu zinstytucjonalizowanego rasizmu w Południowej Afryce, to nie był on postrzegany jako równie istotny, jak w Europie, czy USA. Było to po części spowodowane „problemem biednych białych”, który nasunął białym rasistom poważne wątpliwości na temat ich rasowej wyższości. Skoro biedni biali znajdowali się w takiej samej sytuacji jak tubylcy, idea mówiąca, że wrodzona wyższość pozwoli przezwyciężyć trudności w każdym środowisku nie była już tak oczywista. Z tego powodu naukowe usprawiedliwienia dla rasizmu nie miały znaczenia w RPA.

### Eugenika
Stephen Jay Gould opisał The Passing of the Great Race (1916) Madisona Granta jako „najbardziej wpływowy traktat Amerykańskiego rasizmu naukowego”. W latach 20. i 30. XX wieku niemiecki ruch higieny rasowej wykorzystał w praktyce teorię nordycyzmu Goulda. Alfred Ploetz (1860–1940) stworzył termin Rassenhygiene w książce Racial Hygiene Basics (1895) oraz w 1905 założył Niemieckie Towarzystwo Higieny Rasowej. Ruch popierał dobór hodowlany, przymusową sterylizację oraz bliską współpracę instytucji zdrowia publicznego z eugenikami.
Higiena rasowa była historycznie powiązana z tradycyjnymi poglądami dotyczącymi zdrowia publicznego, ale cechowała się silnym naciskiem na dziedziczność. Filozof Michel Foucault jako pierwszy nazwał to zjawisko państwowym rasizmem. W 1869 Francis Galton (1822–1911), twórca eugeniki w rozumieniu udoskonalania populacji ludzkiej metodą hodowli, zaproponował pierwsze społeczne środki mające na celu zachowanie lub ulepszenie właściwości biologicznych, a następnie utworzył termin „eugenika”. Galton był pierwszym badaczem, który podjął się analizy różnic w ludzkiej inteligencji oraz jej dziedziczności przy użyciu metod statystycznych. Jako pierwszy zaczął wykorzystywać kwestionariusze i ankiety w celu zebrania danych na temat populacji, które następnie wykorzystywał w swoich antropometrycznych badaniach. Stworzył on także psychometrię, dziedzinę nauki zajmującą się mierzeniem ludzkich zdolności oraz psychologię różnic indywidualnych, dziedzinę psychologii zajmującą się psychologicznymi różnicami pomiędzy ludźmi.
Podobnie jak rasizm naukowy, eugenika zyskała popularność na początku XX wieku. Obie ideologie wywarły wpływ na nazistowską politykę rasową oraz nazistowska eugenikę. W 1901 Galton, Karl Pearson (1857–1936) oraz Walter F. R. Weldon (1860–1906) założyli czasopismo naukowe Biometrika, które zajmowało się promocją biometrii i statystycznej analizy dziedziczności. Charles Davenport (1866–1944) współpracujący z czasopismem w swojej Race Crossing in Jamaica (ang. „Krzyżowanie ras na Jamajce”) zaprezentował dowody statystyczne na to, że krzyżowanie się rasy białej i czarnej prowadziło do biologicznej i kulturalnej degradacji. Davenport był związany z III Rzeszą przed i podczas II wojny światowej. W 1939 roku był współautorem festschriftu dla Ottona Reche (1879–1966), który stał się ważną figurą w realizacji planu usunięcia ze wschodnich Niemiec populacji uznanych za „gorsze”.

## Okres przedwojenny
Rasizm naukowy nadal był popularny we wczesnym XX wieku. W tamtym okresie pojawiły się pierwsze testy inteligencji, które stały się nowym źródłem porównań pomiędzy rasami. Przed II wojną światową rasizm naukowy był pokrewny antropologii i wykorzystywano go jako usprawiedliwienie dla programów eugeniki, przymusowej sterylizacji, prawa przeciwko krzyżowaniu się ras i ograniczenia emigracji w Europie i USA. Zbrodnie wojenne i zbrodnie przeciwko ludzkości popełnione przez nazistowskie Niemcy zdyskredytowały rasizm naukowy, ale pomimo to w niektórych krajach rasistowskie prawo pozostało w mocy do końca lat 60. XX wieku.

### Wczesne testy inteligencji i ustawa Immigration Act z 1924
Przed 1920 naukowcy byli zgodni, że rasa biała jest rasą przewyższającą rasę czarną, ale potrzebowali sposobu, aby to udowodnić i uprawomocnić politykę społeczną wspierającą białych. Uznali, że najlepszą metodą będzie testowanie inteligencji i poprzez interpretacje testów faworyzujące rasę białą przedstawiali wszystkie mniejszości społeczne w bardzo negatywnym świetle. Te poglądy były utrzymywane przez dziesięciolecia.
W 1908 Henry Goddard przetłumaczył z francuskiego test inteligencji Alfreda Bineta i w roku 1912 zaczął za jego pomocą testować inteligencję imigrantów przybywających na Ellis Island. W swoich badaniach nad imigrantami miał on uznać 87% Rosjan, 83% Żydów, 80% Węgrów i 79% Włochów za upośledzonych umysłowo, cechujących się wiekiem umysłowym nie wyższym, niż zdrowy 12-latek. Zdaniem niektórych badaczy, te informacje zostały uznane za dowód naukowy i miały wpływ na politykę społeczną przez lata. Tłumacz, który był obecny podczas testów, zwrócił uwagę Goddardowi, że test był nieuczciwy w stosunku do ludzi, którzy nie znali angielskiej i amerykańskiej kultury, ale spotkał się z krytyką ze strony Goddarda. Z drugiej strony, Bernard Davis zauważył, że Goddard zaznaczył, że badane przez niego jednostki nie były typowymi przedstawicielami swoich grup społecznych, ale zostały wybrane ze względu na ich poniżej normalną inteligencję. Badacz podkreślił także, że Goddard wywnioskował, iż niska inteligencja badanych była najprawdopodobniej wynikiem czynników środowiskowych, a nie genetycznych oraz że „możemy być pewni, że ich dzieci będą się cechowały przeciętną inteligencją i jeśli zostaną odpowiednio wychowane, będą dobrymi obywatelami”.
Ważnym czynnikiem w testowaniu inteligencji, który został przeoczony przez wielu testujących na początku XX wieku, była rola środowiska. Jeżeli jedna grupa badanych w przeciwieństwie do innych grup otrzyma najlepszą edukację oraz dostęp do większości możliwości, wtedy będzie występować pomiędzy tymi grupami różnica w wynikach testów inteligencji. W tamtym okresie większość ludzi należących do mniejszości społecznych nie posiadało środków finansowych pozwalających na uzyskanie dobrego wykształcenia, co wypaczało wyniki testów inteligencji, dając złudzenie, że rasa biała jest „naturalnie” bardziej inteligentna. Zjawisko to przyczyniło się do utrwalenia problemu, ponieważ uczelnie preferują inteligentnych ludzi i przyjmują tylko tych, którzy otrzymali najlepszą edukację, a ci którzy z przyczyn niezależnych od siebie nie mieli takiej możliwości, są uważani za zbyt głupich, aby kontynuować edukację na uczelniach wyższych. Board of Scientific Affairs podlegająca Amerykańskiemu Towarzystwu Psychologicznemu uznała, że współczesne testy IQ nie dyskryminują mniejszości społecznych.
Stephen Jay Gould w książce „Źle wymierzony człowiek” zauważył, że stosowanie testów na inteligencję odegrało główną rolę w przyjęciu ustawy Immigration Act z 1924 r. w USA  Mark Snyderman i Richard J. Herrnstein przestudiowali protokoły obrad Kongresu Stanów Zjednoczonych i komitetu, związanych ustawą Immigration Act i doszli do wniosku, że „Społeczność zajmująca się przeprowadzaniem testów [inteligencji] generalnie nie postrzegała wyników swoich badań jako popierających restrykcyjna politykę antyimigracyjną, jaką reprezentuje 1924 Immigration Act, a Kongres nie zwrócił na nie [wyniki] uwagi”. Inny badacz, Juan N. Franco polemizował z tymi wnioskami. Ustawa z 1924 roku nałożyła roczny limit imigrantów określonych narodowości w wysokości 2% istniejącej już populacji pochodzącej z danego kraju, obliczanej na podstawie spisu powszechnego z 1890 roku, co ograniczyło znacznie liczbę imigrantów z krajów Europy Wschodniej i Południowej, równocześnie pozwalając na imigracje większej ilości imigrantów z Europy Północnej i Zachodniej. Wykorzystanie danych spisów powszechnych z roku 1900, 1910 lub 1920 pozwoliłoby na imigracje większej ilości imigrantów ze Wschodniej i Południowej Europy.
Franco uznał, że wybór spisu z 1890 było zamierzone w celu wykluczenia Europejczyków ze Wschodniej i Południowej Europy (którzy osiągnęli gorsze wyniki w testach inteligencji) z USA. Uważał także, że Snyderman i Herrnstein w swoich badaniach nie udowodnili, ani nie obalili hipotezy o wpływie testów inteligencji na uchwalenie ustawy antyimigracyjnej.

### Nazistowskie Niemcy
Partia nazistowska i jej sympatycy opublikowali wiele książek na tema rasizmu naukowego, przejmując idee antysemityzmu i eugeniki, z którymi będą później kojarzeni, pomimo że były one w użyciu od XIX wieku. Książki takie jak Rassenkunde des deutschen Volkes (niem. „Klasyfikacja rasowa narodu niemieckiego”) Hansa F. K. Günthera i Rasse und Seele (niem. „Rasa i dusza”) Ludwiga Ferdinanda Claussa podejmowały próby opisu naukowego różnic pomiędzy Niemcami, Nordykami lub Aryjczykami i innymi, gorszymi grupami. Niemieckie szkoły wykorzystywały te publikacje w okresie panowania nazistów.
We wczesnych latach 30. XX wieku wykorzystywali urasowioną retorykę naukową opartą na darwinizmie społecznym, aby przegłosować i wprowadzić restryktywną i dyskryminującą politykę społeczną. Podczas II wojny światowej nazistowski rasizm był powszechnie potępiany w USA i zwolennicy Franza Boasa, tacy jak Ruth Benedict umocnili swoją instytucjonalną władzę. Po wojnie, ujawnienie nazistowskich zbrodni Holokaustu i badań naukowych (np. badania Josefa Mengele i inne zbrodnie wojenne ujawnione podczas procesów norymberskich), doprowadziło do wyparcia się poparcia dla rasizmu naukowego przez wielu naukowców. Oparta na pojęciu rasy polityka społeczna nazistowskich Niemiec uważała udoskonalenie rasy aryjskiej przy użyciu eugeniki za swój nadrzędny cel. Celami ich polityki stali się ludzie uznani za „życie niegodne życia” (Lebensunwertes Leben). Niemcy zaliczali do tej grupy: żydów, kryminalistów, degeneratów, dysydentów, upośledzonych umysłowo, homoseksualistów, próżniaków, nienormalnych oraz słabych i założyli ich eliminację z łańcucha dziedziczności. Adolf Hitler zakazał testowania inteligencji (IQ), ponieważ było ono „żydowskie”, podobnie jak Stalin, który uznał je za zbyt „burżuazyjne”.
Pomimo że Słowianie zaliczali się do „aryjczyków”, naziści uważali, że Słowianie (np. Polacy, Rosjanie, Ukraińcy, itd) są gorsi rasowo w stosunku do niemieckiej rasy panów i tym samym powinni zostać usunięci, zniewoleni, a nawet eksterminowani.

### Stany Zjednoczone
W USA eugenicy tacy jak Harry H. Laughlin i Madison Grant w celu usprawiedliwienia przymusowej sterylizacji i restrykcyjnego prawa antyimigracyjnego, starali się „naukowo” udowodnić fizyczne i psychiczne nieprzystosowanie niektórych grup etnicznych. Przymusowa sterylizacja w USA była praktykowana do lat 60. XX wieku, a nawet lat późniejszych.
Lothrop Stoddard opublikował wiele rasistowskich publikacji na temat zagrożenia imigracji, a jego najsłynniejszą książką była „Wzbierająca fala kolorowych przeciwko światowej dominacji białych” z 1920 roku. Przedstawił w niej pogląd na światową sytuację odnoszącą się do rasistowskiej obawy o nadchodzącą eksplozję demograficzną wśród „kolorowych” i sposób w jaki „biała dominacja na świecie” została zmniejszona w wyniku I wojny światowej oraz upadku kolonializmu. Jego analizy podzieliły światową politykę i sytuacje na „białych”, „żółtych”, „czarnych”, „Indian” i „brązowych” oraz ich wzajemne relacje. Stoddard uważał, że rasa i dziedziczność były przewodnimi czynnikami historii i cywilizacji oraz że eliminacja lub absorpcja białej rasy przez „kolorowych” doprowadziłoby do destrukcji zachodniej cywilizacji. Podobnie jak Madison Grant, Stoddard wydzielał trzy główne typy białej rasy: nordyków, alpinów i rasę śródziemnomorską. Uważał, że wszystkie te podrasy są wartościowe i znacznie powyżej jakości ras kolorowych, ale równocześnie wyróżniał rasę nordycką jako najwartościowszą i wymagającą ochrony z wykorzystaniem metod eugeniki. W przeciwieństwie do Granta, Stoddard w mniejszym stopniu zajmował się próbami ustalenia, które odmiany ludów europejskich są bardziej wartościowe (teoria nordycyzmu), a w większym stopniu zajmował się tym, co sam nazywał „birasizmem”, dzielącym świat na rasy białe i „kolorowe”. W latach po wielkiej migracji do USA i I wojnie światowej teoria rasowa Granta straciła na popularności na rzecz modelu bliższego teoriom zaproponowanym przez Stoddarda.
Książka „Rasy Europy” (1939) Carletona S. Coona, prezydenta Amerykańskiego Towarzystwa Antropologów Fizycznych była wpływową publikacją. Coon był zwolennikiem hipotezy multiregionalnej pochodzenia człowieka i podzielił Homo sapiens na pięć głównych ras:

Środowisko wspierające teorie Coona stało się obiektem narastającego sprzeciwu po II wojnie światowej. Ashley Montagu głośno krytykował Coona, w szczególności w swojej książce Man's Most Dangerous Myth: The Fallacy of Race (ang. „Najgroźniejszy mit człowieka: błędne pojęcie rasy”). Do lat 60. XX wieku poglądy Coona zostały uznane za przestarzałe przez główny nurt antropologii, ale stworzony przez niego system był powielany w publikacjach przez jego studenta Johna L. Angela jeszcze w latach 70.
Pod koniec XIX wieku wyrok Sądu Najwyższego Stanów Zjednoczonych w sprawie Plessy vs. Ferguson (1896) utrzymał konstytucyjną legalność segregacji rasowej, w rozumieniu doktryny separate but equal. Zjawisko to było intelektualnie zakorzenione w rasizmie naukowym tamtych czasów i decyzja sądu spotkała się z powszechnym poparciem społeczeństwa. W połowie XX wieku Sąd Najwyższy USA wydał wyrok w sprawie Brown kontra Rada Edukacji miasta Topeka (1954) odrzucający rasistowskie argumenty zakładające „potrzebę” segregacji rasowej, zwłaszcza w szkołach publicznych.

## Okres po 1945
Do połowy XX wieku, 60 lat po wyroku Sądu Najwyższego USA w sprawie Plessy kontra Ferguson utrzymującej segregację rasową w USA, opinia publiczna w USA i opinie środowisk naukowych znacznie ewoluowały. W 1960 rozpoczęto publikację czasopisma Mankind Quarterly, które przez niektórych jest postrzegane jako czasopismo związane z rasizmem naukowym. Jest ono krytykowane za ekstremistyczne poglądy prawicowe, pociąg do antysemityzmu oraz opowiadanie się za heredytarianizmem akademickim. Czasopismo powstało w 1960, częściowo w odpowiedzi na decyzje Sądu Najwyższego USA w sprawie Brown kontra Rada edukacji, która zniosła prawomocność segregacji rasowej w amerykańskiej edukacji publicznej.
W kwietniu 1966 Alex Haley przeprowadził wywiad dla czasopisma Playboy z założycielem American Nazi Party George’em Lincolnem Rockwellem. Rockwell usprawiedliwiał swoje przekonania, że czarni są gorsi od białych cytując badania G.O. Fergusona z 1916 roku, utrzymujące że wyniki w nauce czarnych uczniów są skorelowane z odsetkiem ich białych przodków. Autor badania utrzymywał, że „czarni czystej krwi, czarni w trzech czwartych, mulaci oraz mulaci z jedną czwartą krwi murzyńskiej dysponują odpowiednio około 60, 70, 80 i 90% intelektualnej wydolności ludzi białych”. Playboy później opublikował wywiad ze notatką informującą, że przytoczone badanie jest „zdyskredytowaną […] pseudonaukową przesłanką dla rasizmu”.
Instytucje międzynarodowe, takie jak UNESCO, podjęły się naszkicowania rezolucji, które by podsumowywały stan wiedzy naukowej na temat rasy i wezwały do rozwiązania rasowych konfliktów. W 1950 w dokumencie The Race Question UNESCO nie odrzuciło koncepcji biologicznych podstaw kategorii rasowych, ale zamiast tego zdefiniowało je w następujący sposób: „rasa z biologicznego punktu widzenia może zostać zdefiniowana jako jedna z grup populacji składających się na gatunek Homo sapiens”, które zostały obszernie zdefiniowane jako odmiana biała, żółta i czarna. Zaznaczyło także, że „Jest obecnie powszechnie uznanym faktem, że testy inteligencji nie pozwalają na bezpieczne rozróżnienie pomiędzy wrodzonymi zdolnościami i rezultatami środowiskowych wpływów, ćwiczeń i edukacji”.
Obecnie termin „rasizm naukowy” odnosi się do badań naukowych, które starają się naukowo usprawiedliwić ideologię rasistowską. Oskarżenie o rasizm  naukowy jest często wytaczane przeciwko badaczom utrzymującym istnienie ras cechujących się mierzalnymi różnicami w inteligencji, zwłaszcza gdy utrzymują, że różnice te są po części uwarunkowane genetycznie. Do współczesnych badaczy zajmujących się tematami z zakresu rasizmu naukowego można zaliczyć Arthura Jensena (The g Factor: The Science of Mental Ability); J. Philippe Rushton, przełożony Pioneer Fund (Race, Evolution, and Behavior), Chris Brand (The g Factor: General Intelligence and Its Implications); Richard Lynn (IQ and the Wealth of Nations); Charles Murray, Richard Herrnstein (The Bell Curve) i inni.

## Krytyka lekceważenia hipotetycznych różnic rasowych
Przykładem ostrej krytyki, jaka spada na naukowców zajmujących się tematami z zakresu rasizmu naukowego może być opinia Boba Herberta z „The New York Times”, który opisał książkę The Bell Curve jako „sprośny kawał rasistowskiej pornografii podszywający się pod poważną naukę”. Zdaniem krytyka „Pan Murray może sobie protestować ile chce i jego książka jest tylko eleganckim sposobem nazwania kogoś czarnuchem”. Natomiast Steven Pinker uważa, że „popularny [jest] pogląd wśród lewicujących naukowców, że geny implikują ludobójstwo”. W odpowiedzi porównał ten „popularny pogląd” z historią marksizmu, który ma przeciwstawną genezę „genetyczną” niż nazizm:

XX wiek cierpiał na dwie ideologie, które doprowadziły do ludobójstw. Druga z nich, marksizm, nie wykorzystywała pojęcia rasy, nie wierzyła w geny i zaprzeczała temu, jakoby natura ludzka była znaczącym pojęciem. Najwidoczniej to nie nacisk na geny i ewolucję jest niebezpieczny. To pragnienie przekształcenia ludzkości za pomocą środków przymusu (eugeniki lub inżynierii społecznej) i wiara, że ludzkość się rozwija poprzez wysiłek, w którym nadrzędne grupy (rasy lub klasy) triumfują nad podrzędnymi.

Jensen i Rushton stwierdzili, że badania wskazują na to, że w poniżej przeciętnej grupie niektóre jednostki będą się plasowały powyżej przeciętnej w innych grupach. Uważają, że gdy społeczeństwo jest winione za dysproporcje w uśrednionych wynikach grup wynikających z biologicznych różnic, rezultatem jest wezwanie do kompensacji ze strony grup o słabszych wynikach, uznawane przez grupę o lepszych wynikach za nieuzasadnione, powodując wzajemną niechęć. Linda Gottfredson argumentuje, że zaprzeczanie prawdziwym biologicznym różnicom powoduje, że ludzie szukają innych przyczyn na które mogliby zrzucić winę za nie, powodując wrogość pomiędzy grupami. Zauważa także, że „praktycznie wszystkie ofiary ludobójstwa w XX wieku cechowały się relatywnie wysokimi poziomami osiągnięć”. Gottfredson stwierdziła także, że grupy cechujące się mniejszymi osiągnięciami są beneficjentami zaprzeczania lub maskowania prawdziwych różnic biologicznych. Coraz bardziej skomplikowane społeczeństwo zbudowane na założeniu, że wszyscy mają porównywalne możliwości oznacza, że ci, których możliwości są niższe, spotykają się z coraz większymi problemami dotyczącymi funkcjonowania w większości dziedzin życia. Oni potrzebują różnych form specjalnego wsparcia, które nie jest możliwe tak długo jak zaprzecza się istnieniu potrzeby.